# Blanquefort (Gironde)
Pour les articles homonymes, voir Blanquefort.
Blanquefort  est une commune française, située dans le département de la Gironde en région Nouvelle-Aquitaine.

## Géographie

### Localisation
Blanquefort est une commune du Médoc située dans l'aire d'attraction de Bordeaux ainsi que dans son unité urbaine et jouxtant par le nord la ville-préfecture. 
Les châteaux viticoles constituent encore aujourd'hui une activité importante de la ville et contribuent à la structure du paysage. Le château Dillon a ainsi été intégré dans un lycée agro-viticole en 1923.

### Communes limitrophes
Les communes limitrophes sont Parempuyre, Bordeaux, Le Pian-Médoc, Le Taillan-Médoc, Eysines, Bruges, Bassens et Saint-Louis-de-Montferrand.
| Le Pian-Médoc    | Parempuyre  | Saint-Louis-de-Montferrand |
| Le Taillan-Médoc | Blanquefort | Bassens                    |
| Eysines          | Bruges      | Bordeaux                   |

### Géologie et relief
La commune s'étend sur 3 372 hectares dont une partie est inconstructible, en l'occurrence la moitié orientale proche de la Garonne et de la rivière Jalle de Blanquefort qui est majoritairement formée d'anciens marais. Ceux-ci ont été asséchés à partir du XVIIe siècle par des Hollandais mais demeurent encore zones inondables. Cette partie de la commune est alors convertie en prés pour l'élevage de bétail. Une carrière d'extraction de graves y est installée, ce qui a formé le second plus vaste plan d'eau de la banlieue bordelaise aujourd'hui.

### Hydrographie

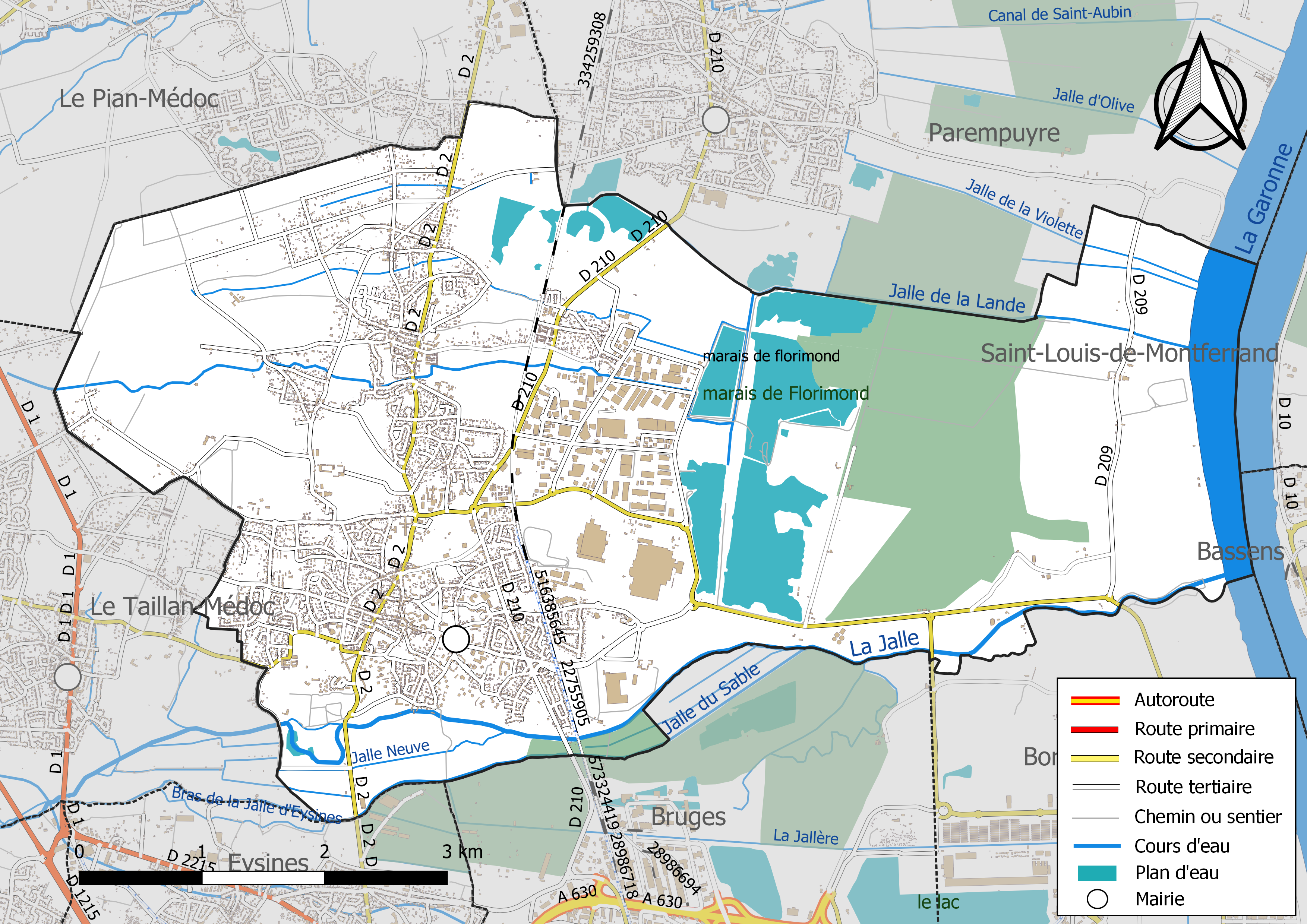
Carte hydrographique de la commune.

Le territoire communal est limité à l'est par le lit de la Garonne. La Jalle constitue la limite sud de ce territoire 
Il comprend d'importantes zones humides (marais de Florimond notamment) drainées par la Jalle de la Lande, qui se jette dans la Garonne.

### Climat
Pour des articles plus généraux, voir Climat de la Nouvelle-Aquitaine et Climat de la Gironde.
Historiquement, la commune est exposée à un climat océanique aquitain.
En 2020, Météo-France publie une typologie des climats de la France métropolitaine dans laquelle la commune est exposée à un climat océanique et est dans la région climatique Aquitaine, Gascogne, caractérisée par une pluviométrie abondante au printemps, modérée en automne, un faible ensoleillement au printemps, un été chaud (19,5 °C), des vents faibles, des brouillards fréquents en automne et en hiver et des orages fréquents en été (15 à 20 jours).
Pour la période 1971-2000, la température annuelle moyenne est de 13,2 °C, avec une amplitude thermique annuelle de 14,4 °C. Le cumul annuel moyen de précipitations est de 908 mm, avec 12,4 jours de précipitations en janvier et 6,7 jours en juillet. Pour la période 1991-2020, la température moyenne annuelle observée sur la station météorologique la plus proche, située sur la commune de Mérignac à 8 km à vol d'oiseau, est de 14,2 °C et le cumul annuel moyen de précipitations est de 924,9 mm,. Pour l'avenir, les paramètres climatiques de la commune estimés pour 2050 selon différents scénarios d’émission de gaz à effet de serre sont consultables sur un site dédié publié par Météo-France en novembre 2022.

## Urbanisme

### Typologie
Au 1er janvier 2024, Blanquefort est catégorisée grand centre urbain, selon la nouvelle grille communale de densité à sept niveaux définie par l'Insee en 2022.
Elle appartient à l'unité urbaine de Bordeaux, une agglomération intra-départementale regroupant 73  communes, dont elle est une commune de la banlieue,,. 
Par ailleurs la commune fait partie de l'aire d'attraction de Bordeaux, dont elle est une commune du pôle principal,. Cette aire, qui regroupe 275 communes, est catégorisée dans les aires de 700 000 habitants ou plus (hors Paris),.

### Occupation des sols

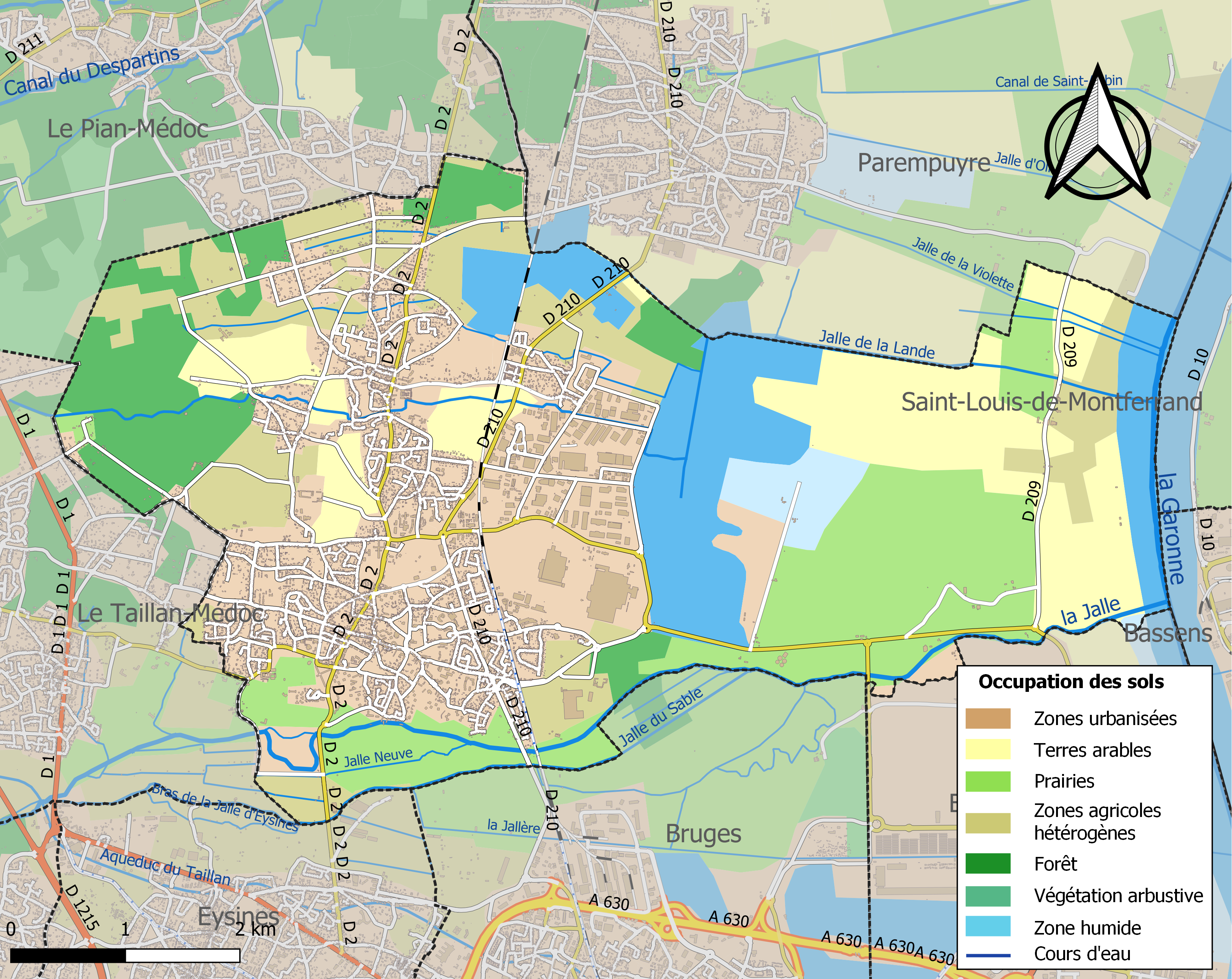
Carte des infrastructures et de l'occupation des sols de la commune en 2018 (CLC).

L'occupation des sols de la commune, telle qu'elle ressort de la base de données européenne d’occupation biophysique des sols Corine Land Cover (CLC), est marquée par l'importance des territoires agricoles (45,1 % en 2018), en diminution par rapport à 1990 (47 %). 
La répartition détaillée en 2018 est la suivante : zones urbanisées (19,4 %), prairies (16,8 %), zones agricoles hétérogènes (13,5 %), eaux continentales (11,7 %), terres arables (10,4 %), zones industrielles ou commerciales et réseaux de communication (9,3 %), forêts (9 %), cultures permanentes (4,4 %), espaces verts artificialisés, non agricoles (2,4 %), zones humides intérieures (2 %), mines, décharges et chantiers (1,1 %). 
L'évolution de l’occupation des sols de la commune et de ses infrastructures peut être observée sur les différentes représentations cartographiques du territoire : la carte de Cassini (XVIIIe siècle), la carte d'état-major (1820-1866) et les cartes ou photos aériennes de l'IGN pour la période actuelle (1950 à aujourd'hui).

### Morphologie urbaine
Après une croissance rapide durant les années 1970 et 1980, le nombre d'habitants de la ville semble stagner. La ville comprend une importante population jeune, les établissements scolaires sont d'ailleurs nombreux tant publics que privés. La croissance démographique a poussé la ville à se doter d'infrastructures socio-culturelles comme le centre des Colonnes, à la fois médiathèque et cinéma. Il illustre l'urbanisation du centre-ville avec des ensembles collectifs de moyenne importance, tandis que dans le reste de la commune domine un habitat pavillonnaire individuel structuré en lotissements à voies curvilignes.
La commune comprend également une zone d'activité économique de la métropole bordelaise, plus petite que les zones phares de Mérignac-Aéroparc, Bordeaux-Nord ou encore Pessac-Bersol (voir paragraphe Economie).
La commune se partage entre de vastes bois (notamment celui de Tanaïs), la viticulture, les zones habitées et une zone d'activité économique. 
Les espaces verts restent la priorité de la commune, puisque en effet c'est une ville qui cherche à maintenir un aspect campagnard. Le parc de Majolan a été construit à la fin du XIXe siècle dans le goût romantique. Doté d'un vaste plan d'eau, de grottes et de ruines artificielles, le parc est l'un des lieux de promenade prisé des habitants de l'agglomération bordelaise.

### Habitat et logement
En 2021, le nombre total de logements dans la commune était de 7 687, alors qu'il était de 6 911 en 2016 et de 6 515 en 2011. 
Parmi ces logements, 94,8 % étaient des résidences principales, 1,5 % des résidences secondaires et 3,7 % des logements vacants. Ces logements étaient pour 58,3 % d'entre eux des maisons individuelles et pour 40,8 % des appartements. 
Le tableau ci-dessous présente la typologie des logements à Blanquefort en 2021 en comparaison avec celle de la Gironde et de la France entière. Une caractéristique marquante du parc de logements est ainsi la faible proportion des résidences secondaires et logements occasionnels (1,5 %) par rapport au département (8,9 %) et à la France entière (9,7 %). 
| Typologie                                               | Blanquefort | Gironde | France entière |
| ------------------------------------------------------- | ----------- | ------- | -------------- |
| Résidences principales (en %)                           | 94,8        | 84,9    | 82,2           |
| Résidences secondaires et logements occasionnels (en %) | 1,5         | 8,9     | 9,7            |
| Logements vacants (en %)                                | 3,7         | 6,2     | 8,1            |

La commune respecte les obligations qui lui sont faites par l'article 55 de la loi SRU de disposer d'au moins 20 % de son parc de résidences principales constituées de logements sociaux.

### Voies de communication et transports

#### Réseau routier
- Accès depuis la rocade de Bordeaux -   :
  -  06 Bruges-Blanquefort-ZI Campilleau 
  -  04a Stade Atlantique-Parc Expositions-Bruges (en contournant la Réserve Naturelle Nationale des Marais de Bruges)
  -  07 Eysines-Le Vigean  (en traversant le lieu-dit du Vigean d'Eysines)
- Depuis les portes du Médoc (Parempuyre, Ludon-Médoc, Macau) :
  -  ou route des Châteaux du Médoc, traversant l'ouest de la commune
  -  à l'est de la commune.
  -  au centre de la commune.
- D'autres routes locales relient la commune à Bordeaux, au Pian-Médoc ou au Taillan-Médoc.

#### Transports en commun
Depuis septembre 2023, Blanquefort est  desservie par les lignes TBM suivantes:
- (arrêts Gare de Blanquefort et Frankton), qui circule le long de la ligne du Médoc
- 22 - 37 - 38 - 52 - 77 - 79

La ville est desservie par le réseau interurbain TransGironde avec la ligne 423 qui part de la gare à destination d'Arsac, la ligne 424 partant quant à elle de Place Ravezies-Le Bouscat à destination de Pauillac, Saint-Estèphe et Cissac-Médoc.
La gare de Blanquefort, sur la ligne du Médoc, est desservie par les trains TER Nouvelle-Aquitaine de la ligne 33 qui circulent entre Bordeaux-Saint-Jean ou Pessac et Macau. Au-delà de Macau, la plupart des trains continuent vers ou sont en provenance de Lesparre, Le Verdon et même de La Pointe-de-Grave en juillet et août.

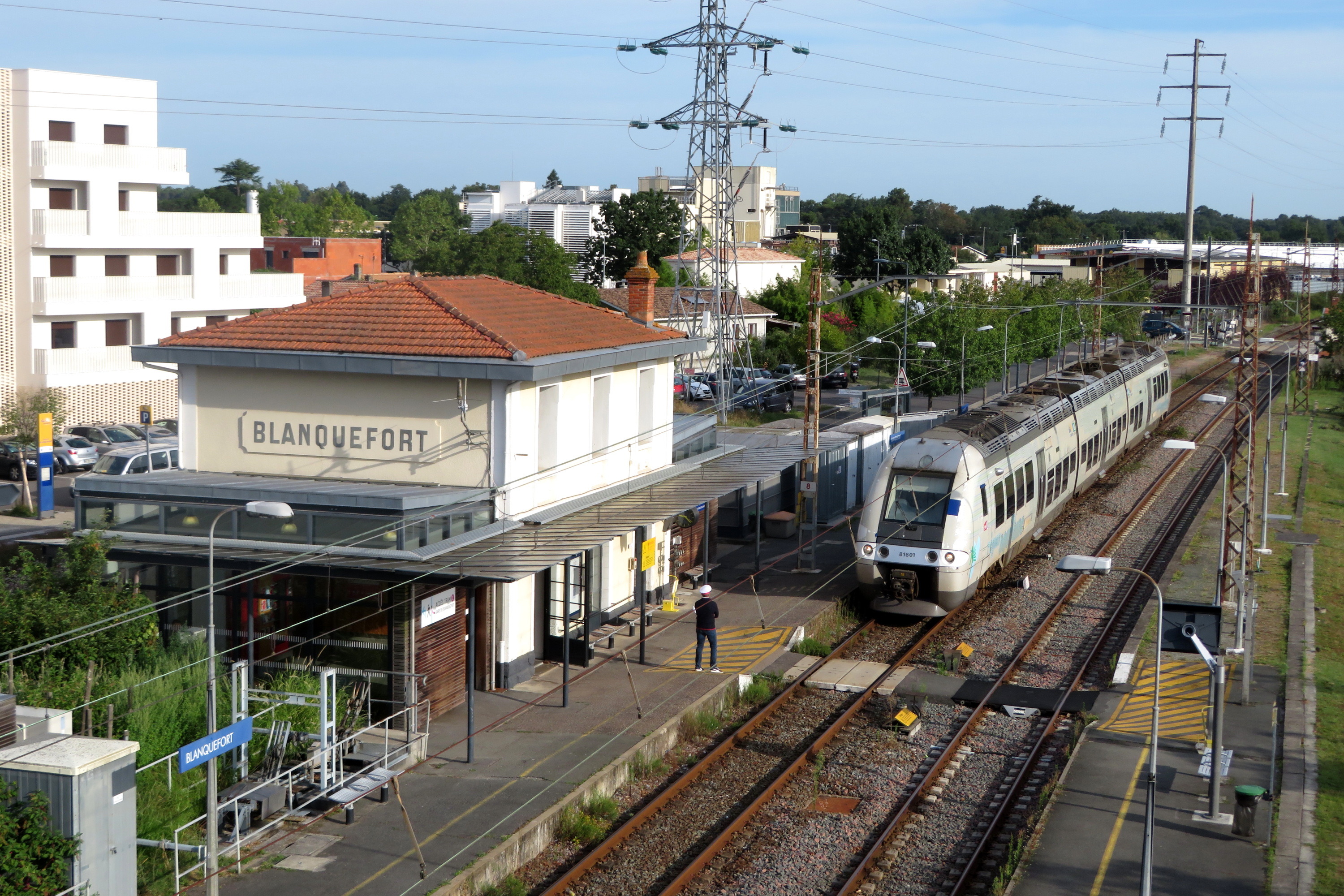
La gare de Blanquefort sur la ligne du Médoc.
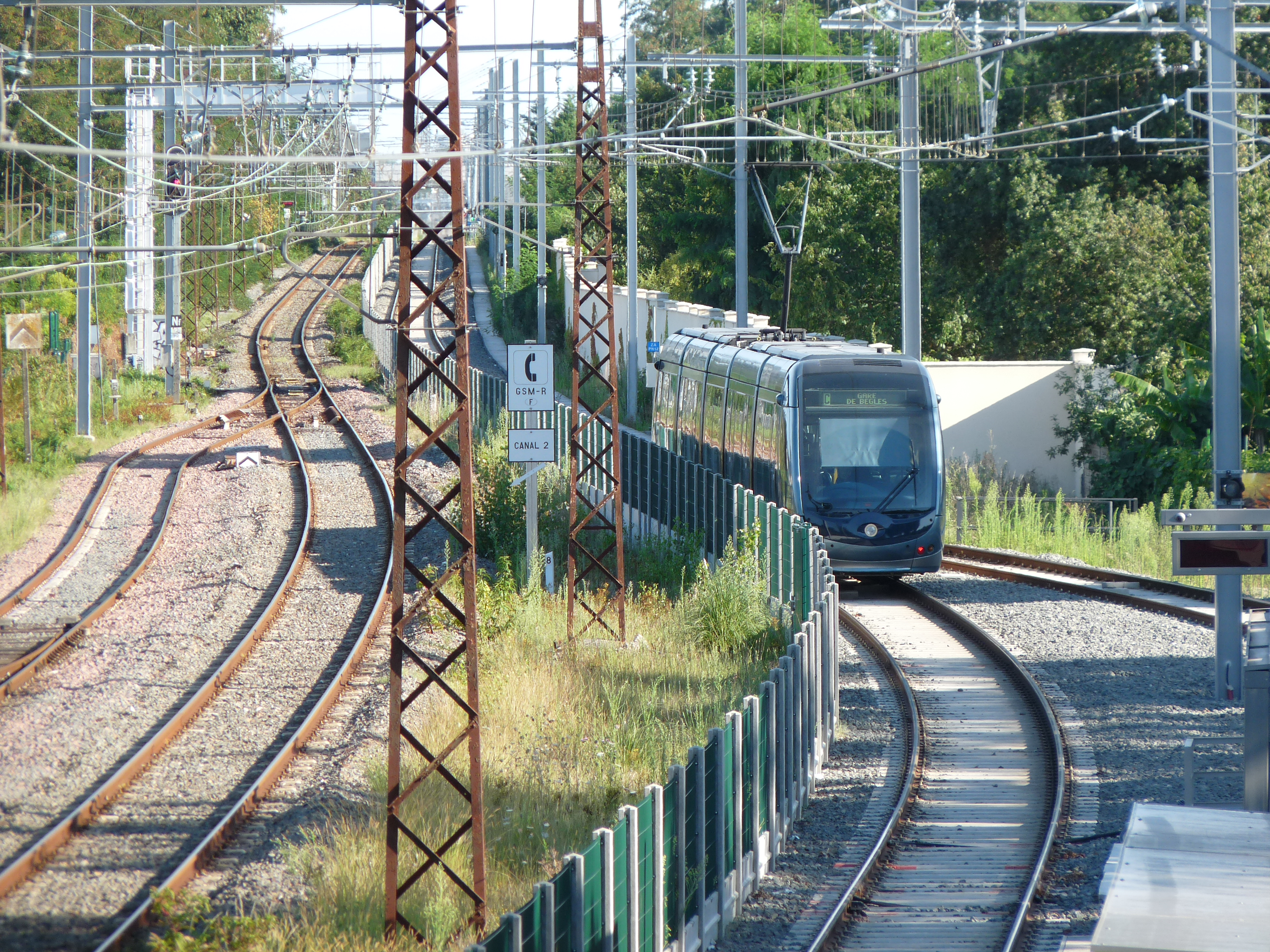
Le tramway.

### Risques naturels et technologiques
Le territoire de la commune de Blanquefort est vulnérable à différents aléas naturels : météorologiques (tempête, orage, neige, grand froid, canicule ou sécheresse), inondations, mouvements de terrains et séisme (sismicité faible). Un site publié par le BRGM permet d'évaluer simplement et rapidement les risques d'un bien localisé soit par son adresse soit par le numéro de sa parcelle.
La commune fait partie du territoire à risques importants d'inondation (TRI) de Bordeaux, regroupant les 28 communes concernées par un risque de submersion marine ou de débordement de la Garonne, un des 18 TRI qui ont été arrêtés fin 2012 sur le bassin Adour-Garonne. 
Les crues significatives qui se sont produites au XXe siècle, avec plus de 6,70 m mesurés au marégraphe de Bordeaux sont celles du 27 décembre 1999 (7,05 m, débit de la Garonne de 700 m3/s), du 13 décembre 1981 (6,85 m, 1500 à 2 000 m3/s), du 19 mars 1988 (6,84 m, 4 000 m3/s), du 7 février 1996 (6,77 m, 1 000 m3/s) et du 28 avril 1998 (6,73 m, 2 700 m3/s). Au XXIe siècle, ce sont celles liées à la tempête Xynthia du 28 février 2010 (6,92 m, 816 m3/s) et du 31 janvier 2014 (6,9 m, 2500 à 3 000 m3/s). Des cartes des surfaces inondables ont été établies pour trois scénarios : fréquent (crue de temps de retour de 10 ans à 30 ans), moyen (temps de retour de 100 ans à 300 ans) et extrême (temps de retour de l'ordre de 1 000 ans, qui met en défaut tout système de protection). La commune a été reconnue en état de catastrophe naturelle au titre des dommages causés par les inondations et coulées de boue survenues en 1982, 1999, 2002 et 2009,.
Les mouvements de terrains susceptibles de se produire sur la commune sont des tassements différentiels.

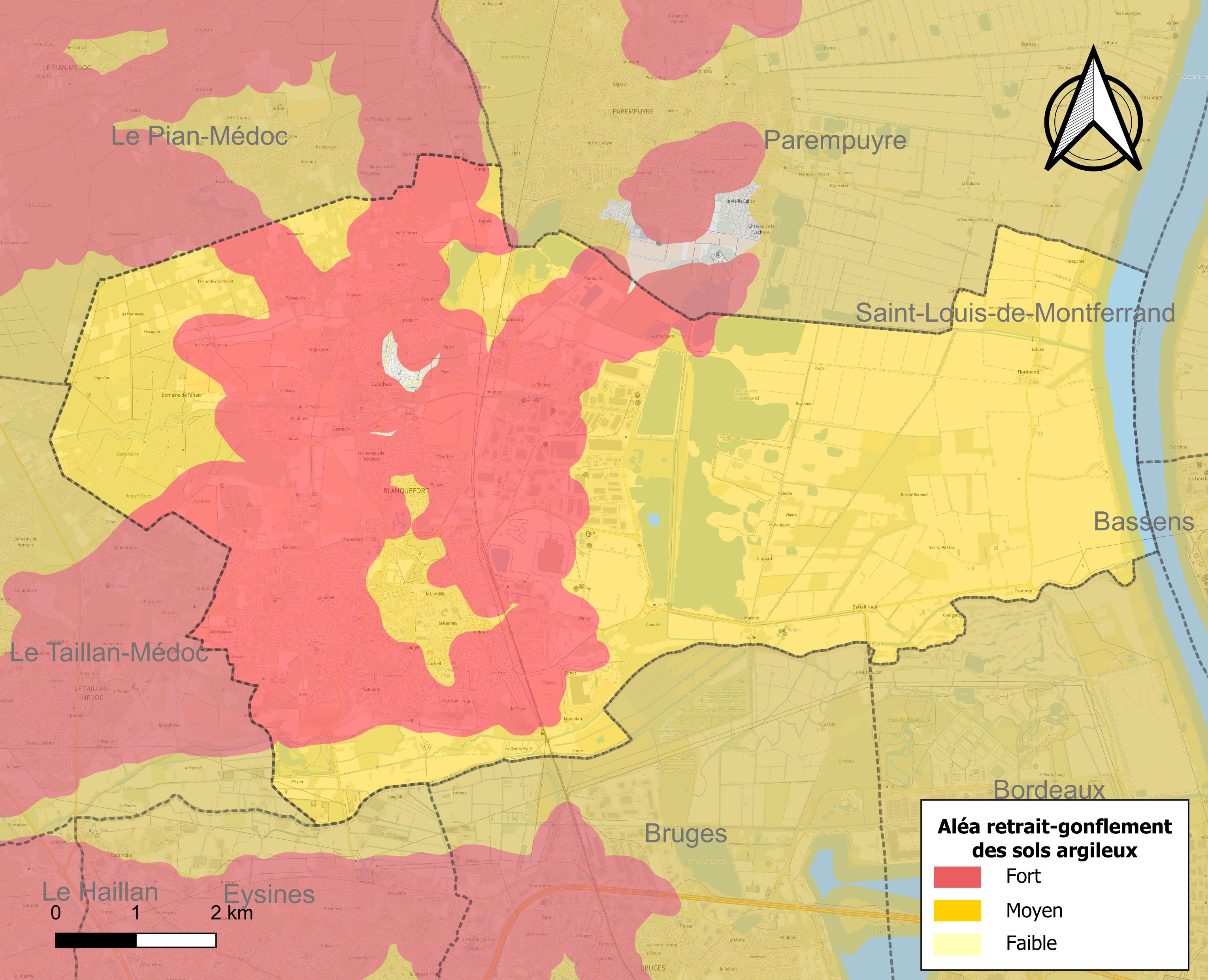
Carte des zones d'aléa retrait-gonflement des sols argileux de Blanquefort.

Le retrait-gonflement des sols argileux est susceptible d'engendrer des dommages importants aux bâtiments en cas d’alternance de périodes de sécheresse et de pluie. 98,2 % de la superficie communale est en aléa moyen ou fort (67,4 % au niveau départemental et 48,5 % au niveau national). Sur les 4 534 bâtiments dénombrés sur la commune en 2019, 4 517 sont en aléa moyen ou fort, soit 100 %, à comparer aux 84 % au niveau départemental et 54 % au niveau national. Une cartographie de l'exposition du territoire national au retrait gonflement des sols argileux est disponible sur le site du BRGM,.
Par ailleurs, afin de mieux appréhender le risque d’affaissement de terrain, l'inventaire national des cavités souterraines permet de localiser celles situées sur la commune.
Concernant les mouvements de terrains, la commune a été reconnue en état de catastrophe naturelle au titre des dommages causés par la sécheresse en 1989, 1990, 1992, 2002, 2003, 2005, 2009, 2011, 2012 et 2017 et par des mouvements de terrain en 1999.

## Toponymie
Blanquefort tire son nom du latin blanca fortis, dénomination du « fort blanc », château construit au XIe siècle en pierres calcaires[réf. souhaitée].
Le nom de la ville est Blancahòrt en gascon.

## Histoire

### Préhistoire
Les premières traces d'occupation remontent à l'époque protohistorique. À l'âge du bronze (1500 av. J.-C.) existaient des habitats près de la rivière qui borde la commune au sud, la Jalle de Blanquefort. Des céramiques ont été retrouvées le long de la rivière et sur le site de la forteresse médiévale.

### Antiquité
Le même site est occupé à l'époque romaine puisque des tegulae (tuiles romaines) et des monnaies y ont été mises au jour lors de fouilles. Le bâtiment, dont il ne reste d'autres traces, était probablement un poste de garde ou un péage car situé sur la voie romaine reliant Burdigala (Bordeaux) à Noviomagus dans le Médoc.

### Moyen Âge
Le village existe déjà au Haut Moyen Âge, comme l'atteste la présence de sarcophages mérovingiens dans les soubassements de l'église. De plus, le bâtiment cultuel a été dédié à saint Martin, évangélisateur de la Gaule, ce qui laisse imaginer une origine lointaine.
Au milieu du XIe siècle, des seigneurs s'établissent et édifient un premier château de pierre, de style roman. Il succède vraisemblablement à un donjon primitif en bois. Le château est construit sur la route de Bordeaux au Médoc, axe stratégique sur lequel le seigneur perçoit des droits de passage. Établi au milieu de marais, l'édifice blanc - car construit en pierres calcaires - marque les esprits à une époque où même les églises sont encore en bois. Il donne son nom à la ville : Blanquefort est le blanca fortis, c'est-à-dire le « fort blanc ».
Au XIIIe siècle, le château devient la propriété du roi d'Angleterre Édouard Ier, qui est aussi duc d'Aquitaine. Le château est cédé peu après à la puissante famille de Durfort qui conserve la forteresse jusqu'à la Révolution française. Au début du XIVe siècle, les Durfort sont la plus puissante famille de Guyenne et ils représentent le roi en son absence. Blanquefort est leur principale possession. La seigneurie comprend alors un tiers du Médoc, atteint l'océan Atlantique et le bassin d'Arcachon.
Le petit château est alors agrandi pour devenir une forteresse royale anglaise chargée de défendre Bordeaux contre une attaque du roi de France. Blanquefort devient un lieu stratégique de la guerre de Cent Ans. Une enceinte en pierres est construite ; le donjon est agrandi par l'adjonction de six grosses tours.
Parallèlement, d'autres châteaux plus modestes apparaissent sur l'actuelle commune, comme à Breillan ou Terrefort. Une chapelle est construite plus au nord, dans le village de Caychac.
En 1453, après la victoire française de Castillon, la forteresse est prise, avant que Bordeaux ne tombe. C'est la fin de la guerre de Cent Ans. Pendant quelques années, le château devient forteresse royale française, possession de Louis XI. Puis l'un de ses lieutenants, Antoine de Chabannes, obtient la forteresse qu'il adapte à l'artillerie à feu et embellit de décors gothiques. Les Durfort récupèrent Blanquefort peu après.

### Temps modernes
La forteresse perdra progressivement son intérêt stratégique. Incendiée au XVIIe siècle, elle est abandonnée et sert même de carrière de pierres durant la Révolution.
Au XVIIe siècle, le village de Blanquefort connaît un nouvel essor avec la construction du château Dillon, du nom d'une famille de nobles irlandais venus s'installer ici. Un domaine viticole se développe, notamment autour du domaine de Breillan, acquis au XVIIIe siècle par deux autres familles irlandaises. Le château du Déhez illustre bien, avec son plan de villa romaine, le goût du siècle pour les châteaux de campagne. Le magnifique château de Fongravey a été construit par l'architecte Victor Louis, qui a également édifié le Grand Théâtre de Bordeaux, pour le consul de Hambourg Daniel Kristof Meyer. Le cadre de vie des habitants du Blanquefort d'alors nous est en partie connu (structure seigneuriale et rurale, mœurs juridiques familiales) par quelques travaux d'universitaires.

### Révolution française et Empire
La commune est secouée par la Révolution. Elle connaît la particularité d'avoir eu comme premier maire révolutionnaire Pierre Thadé Saincric, qui était le curé de la paroisse ; par la suite il se maria et devint notaire.

### Époque contemporaine
La viticulture connaît son apogée au XIXe siècle où des domaines comme Dulamon[pas clair],

Blanquefort au tout début du XXe siècle
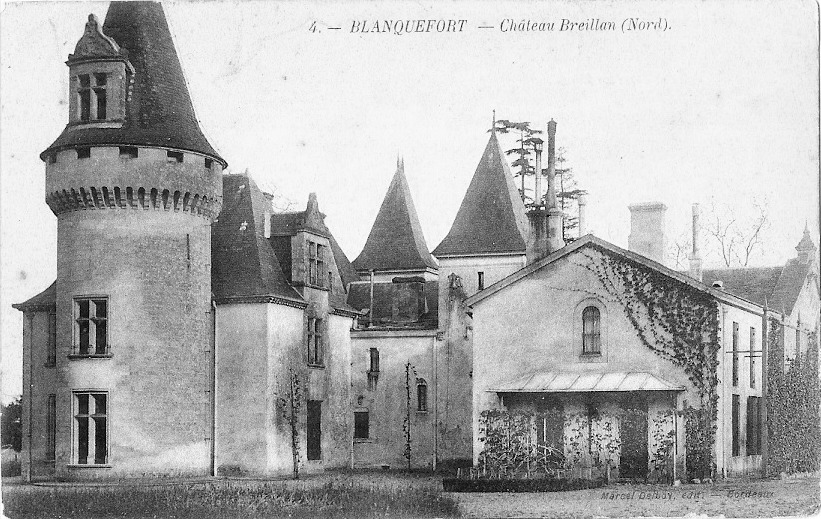
La Salle de Breillan avant sa réhausse.
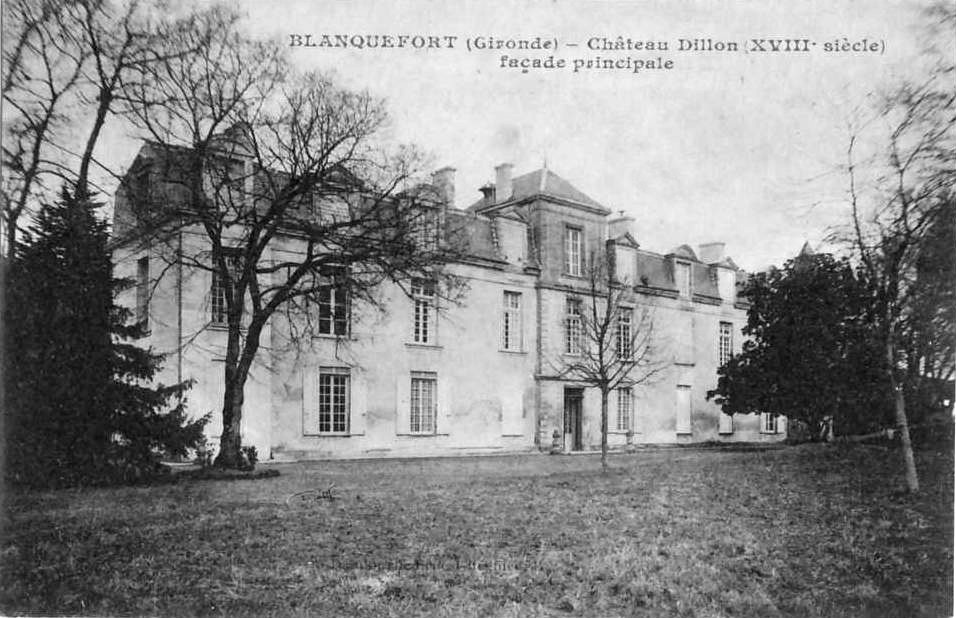
Le château Dillon.
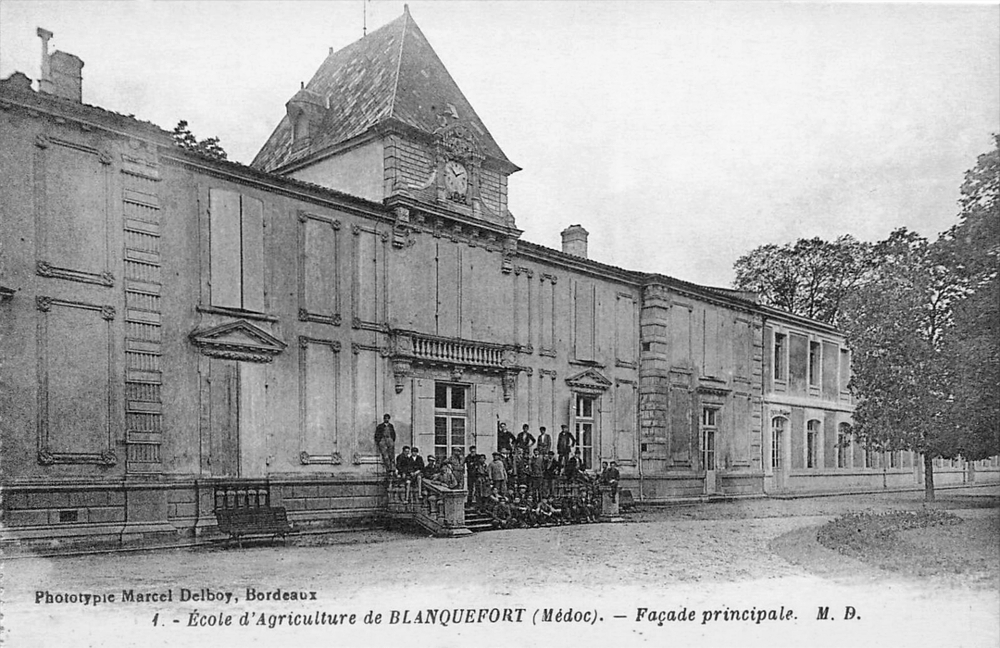
Le Béchon, lycée agricole.
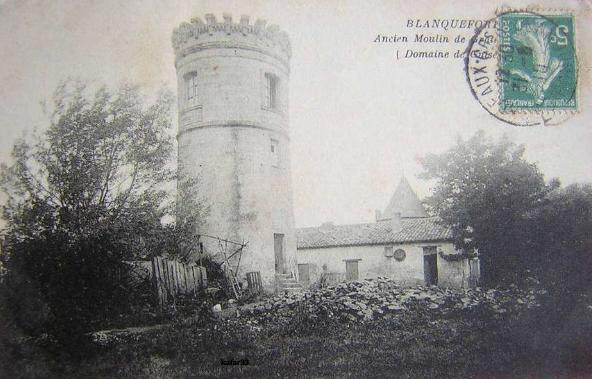
L'ancien moulin de Grattequina.
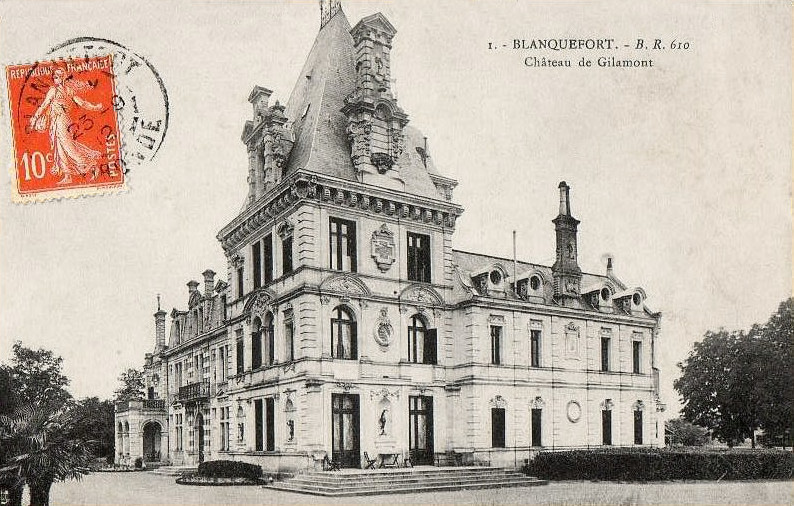
Le château de Pouyastruc avant son incendie.
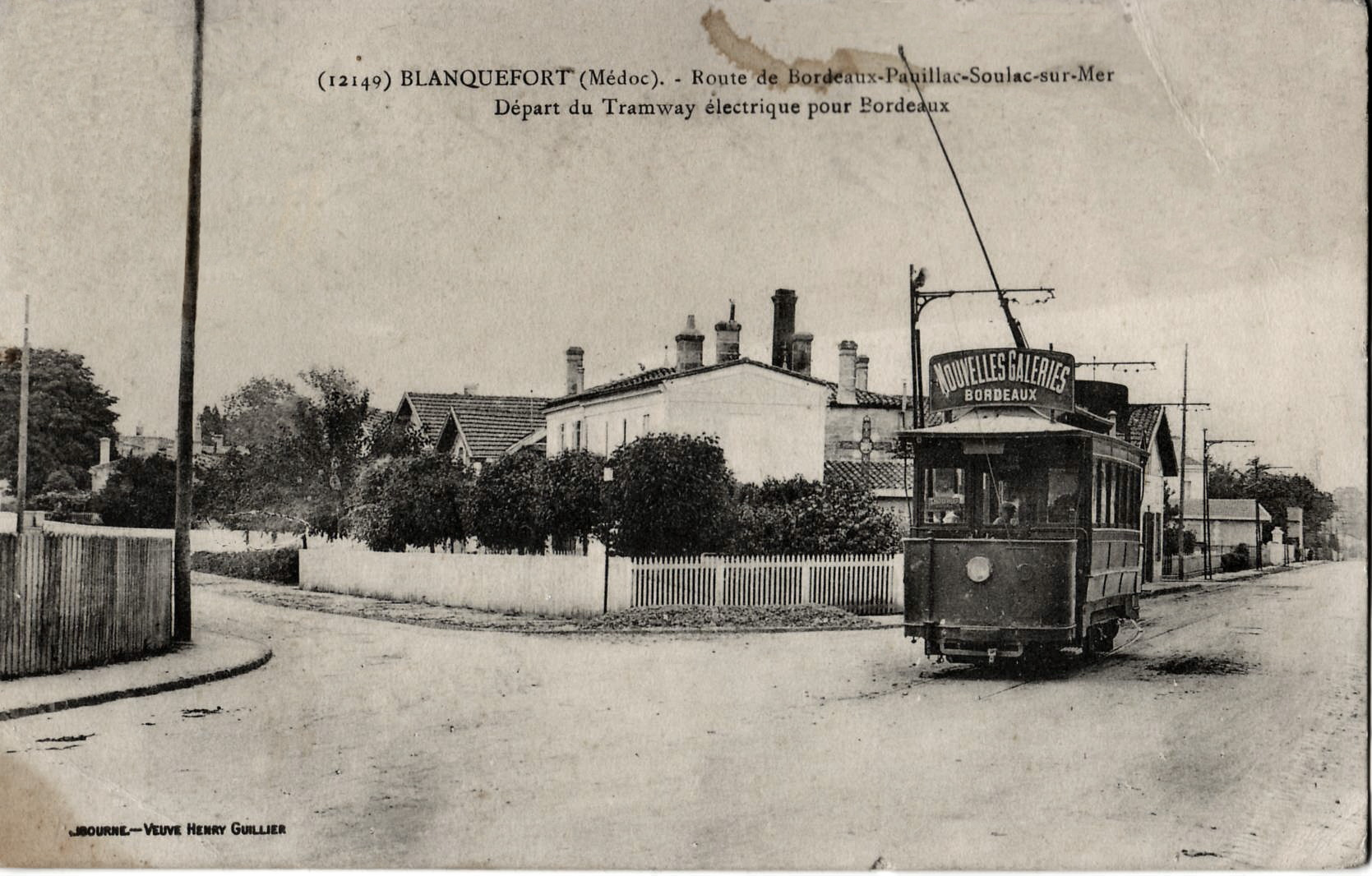
Le tramway sur la route de Bordeaux - Pauillac-Soulac-sur-Mer.

Le Dehez ou Dillon changent de mains. L'activité emploie alors la majorité d'une population qui atteint environ 2 000 habitants en 1900. Près de la Garonne, dans la palus se trouve alors pendant une courte période le principal élevage de sangsues de Bordeaux car les animaux étaient alors utilisés en médecine.
La commune est desservie par le réseau de l'ancien tramway de Bordeaux dès 1897 jusqu'à l'après-guerre.
Blanquefort connaît une rapide croissance à partir des années 1960. La commune est intégrée à la communauté urbaine de Bordeaux à sa création en 1968. Une immense zone industrielle voit le jour où s'implante bientôt une usine du constructeur automobile Ford. Elle devient vite la plus grosse entreprise privée de la région Aquitaine avec plus de 4 000 salariés. La commune connaît alors un développement lié à l'agglomération bordelaise, en s'intégrant parfaitement dans la banlieue de la ville.

## Politique et administration

### Rattachements administratifs et électoraux

#### Rattachements administratifs
La commune se trouve dans l'arrondissement de Bordeaux du département dela Gironde.  
Elle était depuis 1793 le chef-lieu du canton de Blanquefort. Dans le cadre du redécoupage cantonal de 2014 en France, cette circonscription administrative territoriale a disparu, et le canton n'est plus qu'une circonscription électorale.

#### Rattachements électoraux
Pour les élections départementales, la commune fait partie depuis 2014 du canton des Portes du Médoc.
Pour l'élection des députés, elle fait partie depuis 1988 de la cinquième circonscription de la Gironde.

### Intercommunalité

Blanquefort au sein de la Bordeaux Métropole.

La commune était membre de la Communauté urbaine de Bordeaux, créée par la loi no 66-1069 du 31 décembre 1966 relative aux communautés urbaines, et instituant les communautés urbaines de Strasbourg, Lille, Lyon et Bordeaux.
Cette communauté urbaine est transformée en métropole au 1er janvier 2015 par décret du   23 décembre 2014 pris en exécution de la loi de modernisation de l'action publique territoriale et d'affirmation des métropoles (loi MAPTAM) de 2014.
La commune est donc depuis lors membre de Bordeaux Métropole. Elle y possède 2 sièges lors des séances des conseils métropolitains.

### Tendances politiques et résultats
Au premier tour des élections municipales de 2014 en Gironde, la liste PS-PCF-EELV menée par la maire sortante Véronique Ferreira obtient la majorité absolue des suffrahes exprimés, avec 3 782 voix (58,66 %, 26 conseillers muncipaux élus dont 2 communautaires), devançant très largement celle UMP-USI menée par Jean-Louis Albentosa, qui a recueilli 2 665 voix (41,33 %, 7 conseillers municipaux élus). 
Lors de ce scrutin, 37,85 % des électeurs se sont abstenus.
Au premier tour des élections municipales de 2020 en Gironde, la liste DVG menée par la maire sortante Véronique Ferreira obtient la majorité absolue des suffrahes exprimés, avec 2 416 voix (55,68 %, 27 conseillers municipaux élus dont 2 métropolitains),devançant très largement celles menées respectivement par : 

- Luc Sibrac (DVD, 	946 voix, 21,80 %, 3 conseillers municipaux élus) ; 

- Emmanuelle Plougoulm (LREM, 553 voix, 12,74 %, 2 conseillers municipaux élus) ; 

- Marie-Mathilde Brun (EXG (NPA), 424 voix, 9,77 %, 1 conseiller municipal élu) ; 

Lors de ce scrutin marqué par la pandémie de Covid-19 en France, 60,49 % des électeurs se sont abstenus.

### Liste des maires
| Période                                  | Période                       | Identité               | Étiquette                    | Qualité |
| ---------------------------------------- | ----------------------------- | ---------------------- | ---------------------------- | --- |
| Les données manquantes sont à compléter. |                               |                        |                              | |
| 1790                                     | 1793                          | Pierre Thadé Saincric  |                              | Curé de la paroisse |
|                                          |                               |                        |                              | |
|                                          |                               | Antoine-Joseph Dariste | Royaliste                    | Médecin Conseiller général de Blanquefort (1833 → 1839) |
|                                          |                               |                        |                              | |
| 1868                                     | 1878                          | Amédée Tastet          | Constitutionnel Bonapartiste | Courtier en vins, propriétaire du château Fleurennes Conseiller général de Blanquefort (1874 → 1880)                                                                          |
| 1878                                     | 1880                          | Jean-Baptiste Cavalié  | Républicain                  | Propriétaire à Bordeaux Conseiller général de Blanquefort (1886 → 1892) |
|                                          |                               |                        |                              | |
| 1904                                     | 1910                          | Alcide Lançon          |                              | |
| 1910                                     | 1925                          | Émile Lançon           |                              | |
|                                          |                               |                        |                              | |
| 1945                                     | 1971                          | Jean Duvert            |                              | |
| 1971                                     | 1998                          | Jean-Pierre Delhomme   | DVD                          | |
| 1998                                     | 2001                          | Louis Fournier         | UDF                          | |
| 2001                                     | juillet 2012                  | Vincent Feltesse       | PS                           | Président de la communauté urbaine de Bordeaux (2007 → 2014) Démissionnaire à la suite de son entrée au parlement en remplacement de Michèle Delaunay, nommée au gouvernement |
| juillet 2012                             | En cours (au 16 janvier 2025) | Véronique Ferreira     | PS                           | Professeure d'histoire-géographie Vice-présidente de Bordeaux Métropole (2020 → ) Réélue pour le mandat 2020-2026,                                                            |

### Jumelages
Au 01 mars 2020, Blanquefort est jumelée avec :
- Adrar (Algérie) depuis 2008

## Équipements et services publics

### Espaces publics
En octobre 2012, la ville a rejoint le réseau des "villes du bien vivre", communauté internationale appelée aussi Cittaslow[réf. nécessaire].
Dans son palmarès 2024, le Conseil national de villes et villages fleuris de France a attribué quatre fleurs à la commune.

## Population et société
Les habitants sont appelés les Blanquefortais.

### Démographie
L'évolution du nombre d'habitants est connue à travers les recensements de la population effectués dans la commune depuis 1793. Pour les communes de plus de 10 000 habitants les recensements ont lieu chaque année à la suite d'une enquête par sondage auprès d'un échantillon d'adresses représentant 8 % de leurs logements, contrairement aux autres communes qui ont un recensement réel tous les cinq ans,.

En 2022, la commune comptait 16 786 habitants, en évolution de +7,5 % par rapport à 2016 (Gironde : +6,91 %, France hors Mayotte : +2,11 %).
| 1793  | 1800  | 1806  | 1821  | 1831  | 1836  | 1841  | 1846  | 1851  |
| ----- | ----- | ----- | ----- | ----- | ----- | ----- | ----- | ----- |
| 2 080 | 2 003 | 1 747 | 1 971 | 2 074 | 2 052 | 1 995 | 2 175 | 2 274 |

| 1856  | 1861  | 1866  | 1872  | 1876  | 1881  | 1886  | 1891  | 1896  |
| ----- | ----- | ----- | ----- | ----- | ----- | ----- | ----- | ----- |
| 2 325 | 2 498 | 2 727 | 2 747 | 2 747 | 2 879 | 3 032 | 3 004 | 2 957 |

| 1901  | 1906  | 1911  | 1921  | 1926  | 1931  | 1936  | 1946  | 1954  |
| ----- | ----- | ----- | ----- | ----- | ----- | ----- | ----- | ----- |
| 2 838 | 2 653 | 2 641 | 2 448 | 2 576 | 2 636 | 2 715 | 3 685 | 4 362 |

| 1962  | 1968  | 1975  | 1982  | 1990   | 1999   | 2006   | 2011   | 2016   |
| ----- | ----- | ----- | ----- | ------ | ------ | ------ | ------ | ------ |
| 4 017 | 4 671 | 6 918 | 9 972 | 12 843 | 13 901 | 14 944 | 15 106 | 15 615 |

| 2021   | 2022   | - | - | - | - | - | - | - |
| ------ | ------ | - | - | - | - | - | - | - |
| 16 004 | 16 786 | - | - | - | - | - | - | - |

| selon la population municipale des années : | 1968 | 1975 | 1982 | 1990 | 1999 | 2006 | 2009 | 2013 |
| Rang de la commune dans le département      | 23   | 20   | 18   | 17   | 18   | 18   | 18   | 19   |
| Nombre de communes du département           | 548  | 543  | 543  | 542  | 542  | 542  | 542  | 542  |

### Manifestations culturelles et festivités
La saison culturelle est marquée par deux festivals de théâtre qui se déroulent sur le domaine de Fongravey. Le premier, « L'Échappée Belle » donne la part belle au théâtre de rue grâce à la venue de nombreuses troupes professionnelles; ces troupes viennent de France et d'Europe. Le festival a lieu chaque année début juin pendant une semaine à l'initiative de l'ELAC-Les Colonnes qui programme par ailleurs tout au long de l'année une trentaine de spectacles et gère le cinéma. Le second festival, « Gueule d'Amateur » propose fin septembre des spectacles de troupes de théâtre amateur venues principalement de Gironde. Ce festival est organisé par le « Théâtre Expression » l'une des troupes que compte la commune. Le Carnaval à la mi-mars est un temps fort très populaire avec son traditionnel défilé de chars et la crémation de M. Carnaval. Mi-mai les jongleurs s'expriment lors de leur convention : Jubil'à jongle.

### Vie associative
La vie culturelle est structurée par de nombreuses associations regroupées autour de l'A.B.C., Maison de la Jeunesse et de la culture et de E.S.B., l'Entente sportive blanquefortaise. L'E.S.B. propose à ses 4 000 licenciés plus d'une vingtaine de disciplines sportives.
La musique bénéficie de la présence de l'école de musique et de danse « Henri Sauguet » qui propose une trentaine de disciplines. La ville compte aussi des chorales telle « La Villanelle » et de très nombreux groupes de rock amplifiés tels que Les Pellos et Les Isotops. Mi-mai se tient le festival Culture-Rock à Fongravey. Le clou de l'année musicale est la fête de la musique.

### Médias
La commune a mis en place une radio locale, RIG (90.7 FM).

## Économie
Durant des années, l'usine de boîtes de vitesse de Ford Aquitaine Industries (FAI), implantée depuis 1972 à Blanquefort a été la plus grande usine d’Aquitaine. En 2009, HZ Holding France, associé au groupe allemand Johann Hay reprend l'usine qui est renommée First à l'occasion, en proposant plusieurs projets industriels. En 2010, ces derniers semblant ne pas aboutir, les syndicats déclenchent une procédure d'alerte. Finalement, Ford revient sur sa décision en juin 2011 et rachète son ancienne usine maintenant 955 emplois sur les 1 500 du site. Elle a arrêté définitivement sa production le 24 juillet 2019, épilogue de plus d'un an de conflit social pour tenter d'empêcher la fermeture de ce site qui avait employé jusqu'à 3 600 salariés.
Parmi les autres entreprises : Castel frères, Groupe Berkem, Bardinet, Servicad, Labso chimie fine, Auchan Supermarché, LIDL, Aqmo, transport naval, France sécurité, First Aquitaine industries et CESI.
Projet Ecoparc : site de référence pour l’économie durable, piloté par la ville de Blanquefort, avec le soutien de la CUB, du conseil général de la Gironde et du conseil régional d'Aquitaine. Le projet favorise à la fois un développement économique et une démarche de qualité environnementale autour d’un parc destiné aux éco-industries et éco-activités.
En 2010, le revenu fiscal médian par ménage était de 32 345 €, ce qui plaçait Blanquefort au 10 160e rang parmi les 31 525 communes de plus de 39 ménages en métropole.

## Culture locale et patrimoine

### Lieux et monuments
- Château Dillon, construit à la fin du XVIIe et au tout début du XVIIIe siècle (avec des remaniements au XIXe siècle). Inscrit monument historique[49]. Il abrite aujourd'hui le lycée viticole de Blanquefort.
- Salle de Breillan.
- Château du Déhez.
- Château Saint-Ahon.
- Château Cambon.
- Château de Terrefort.
- Château Dulamon.
- Parc de Majolan, classé Jardin remarquable[réf. nécessaire].
- Parc et château de Fongravey.
- Forêt et château de Tanaïs[50].
- Cinéma Les Colonnes.
- La forteresse.

La forteresse de Blanquefort
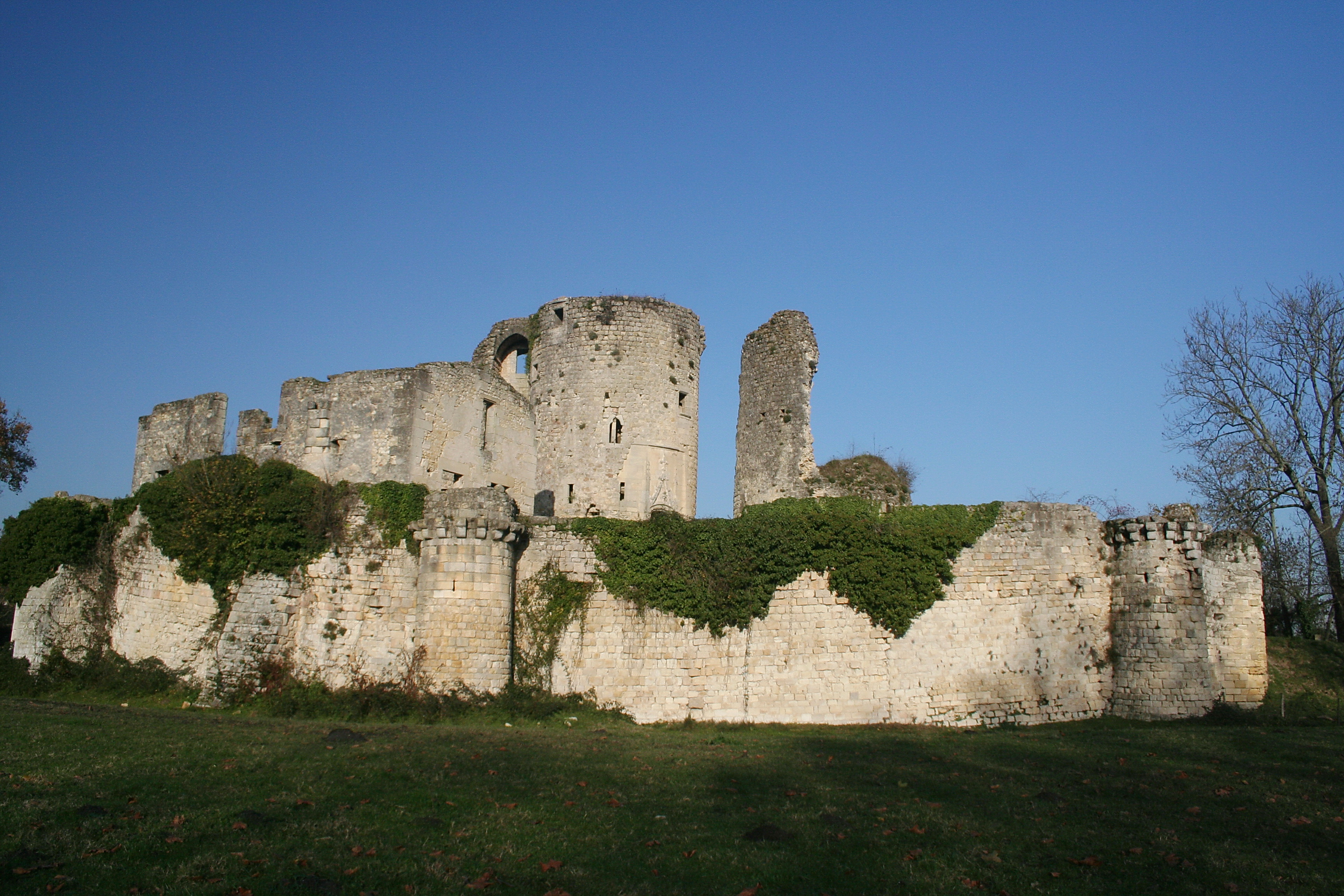
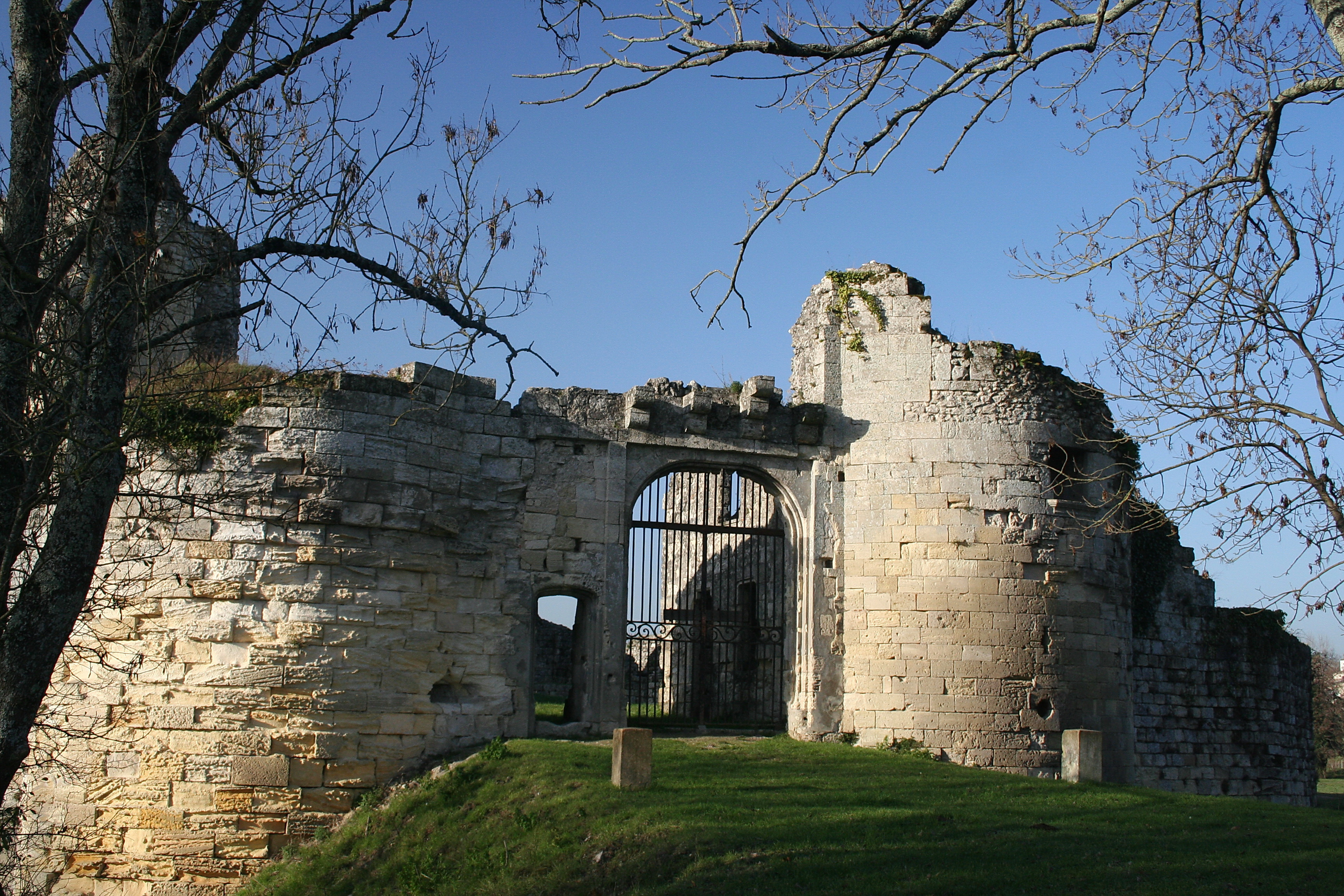
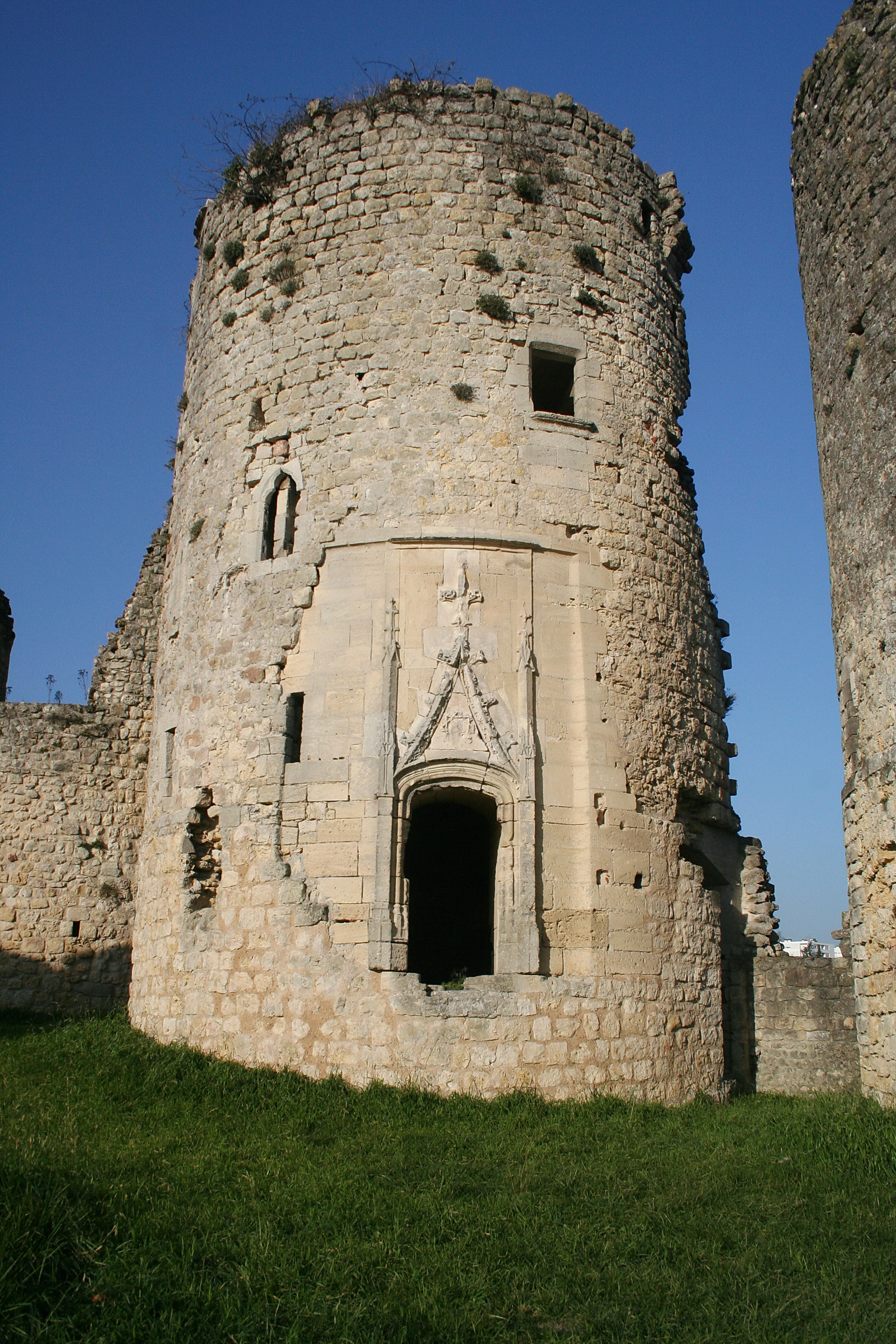
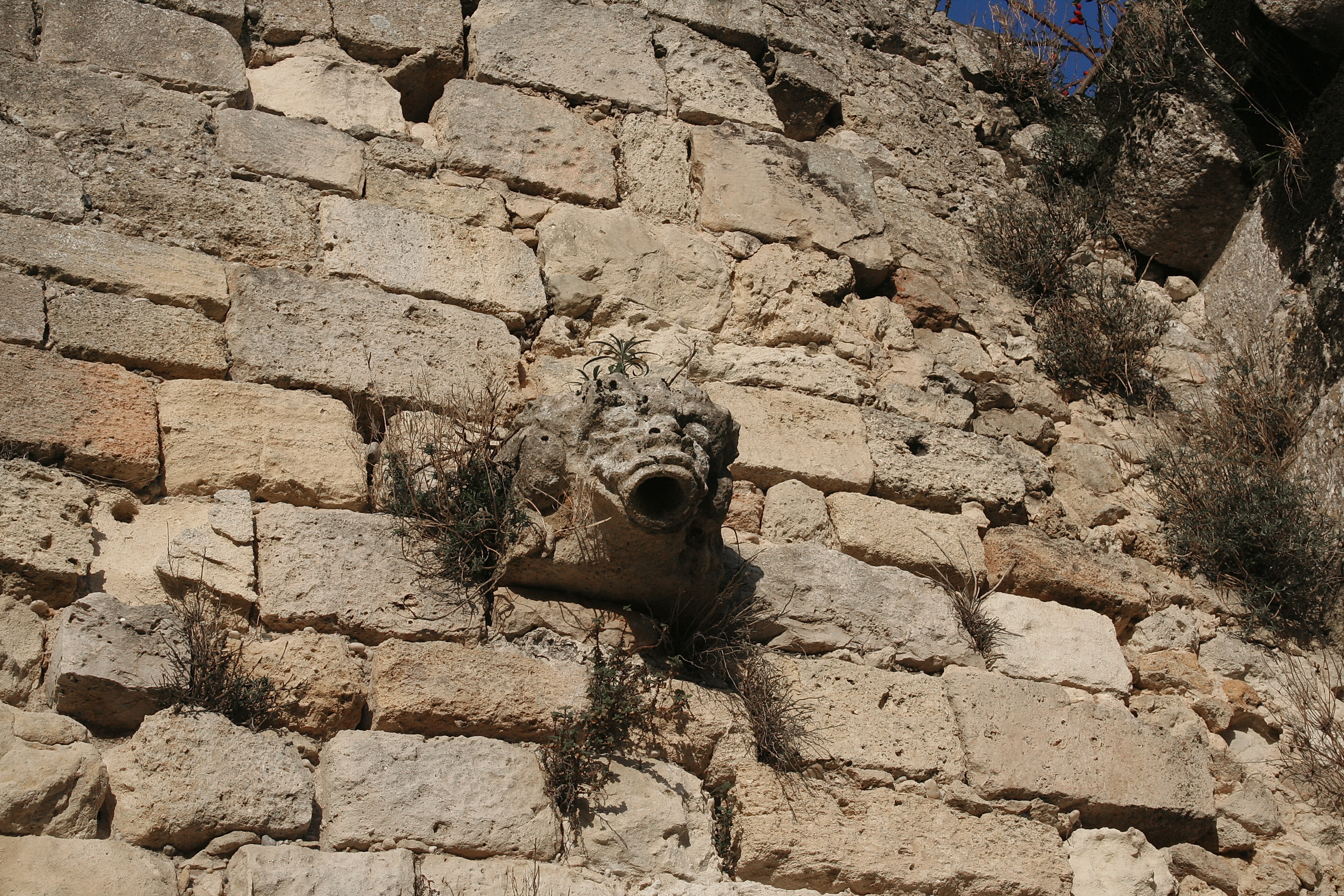
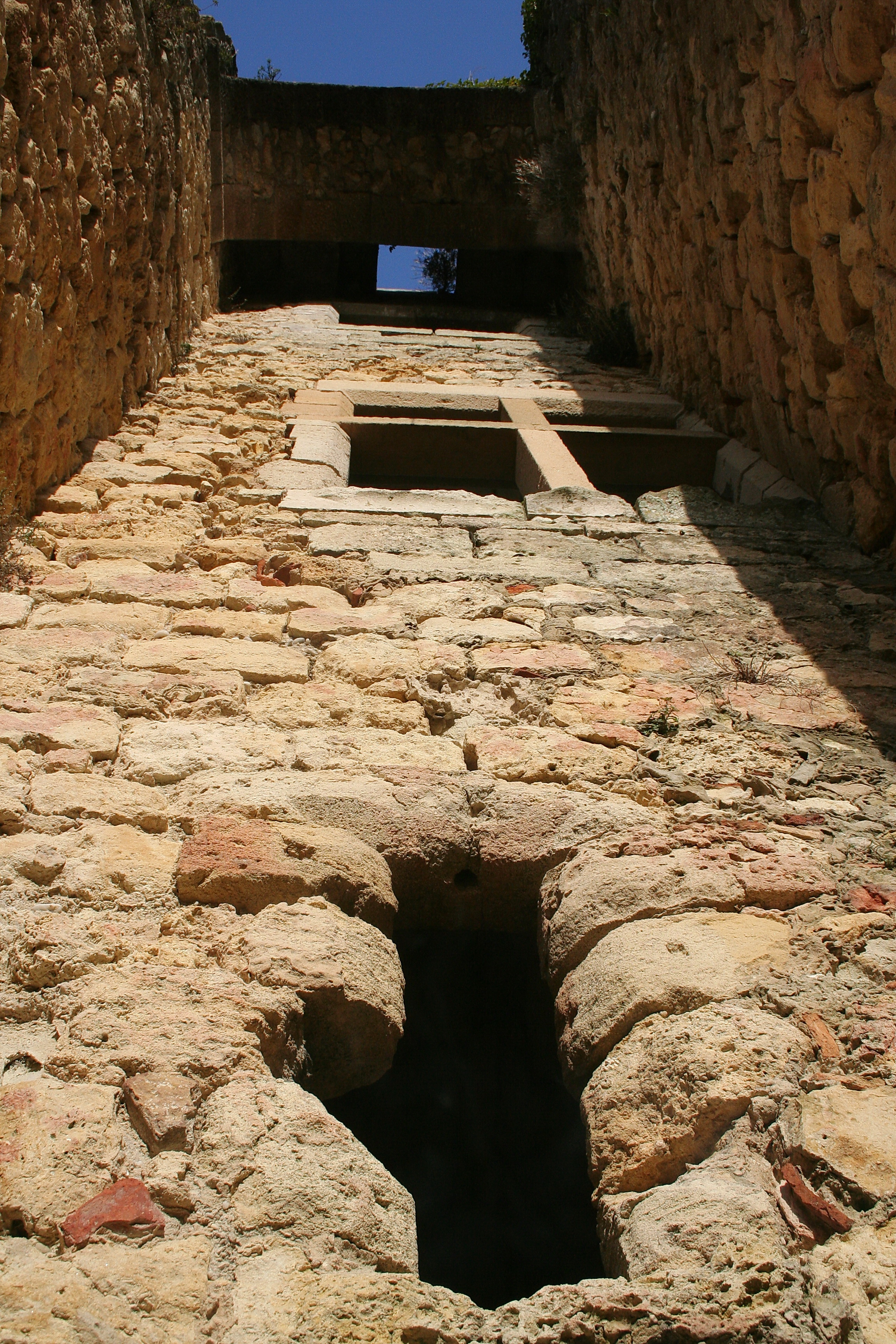
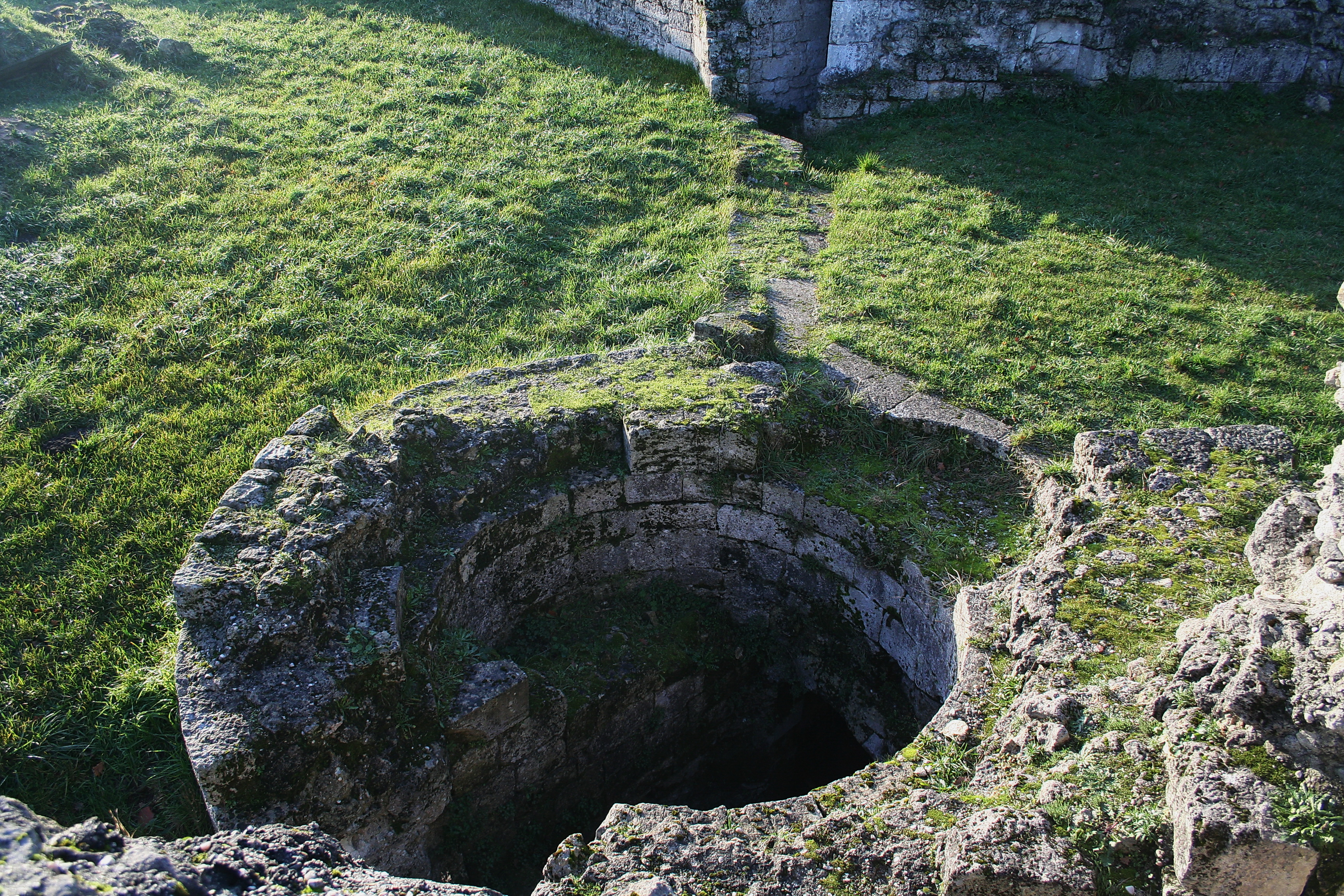
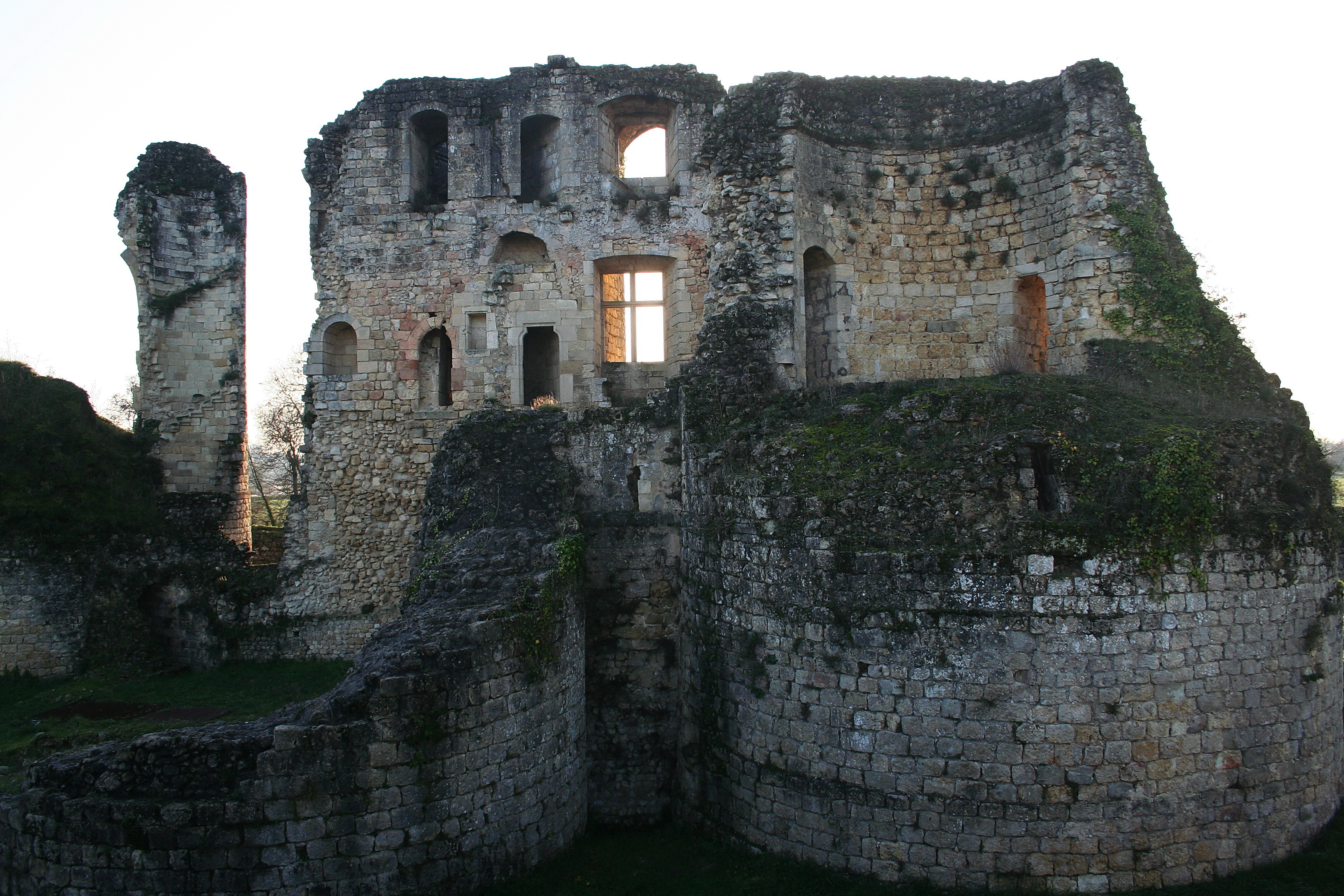

- Église Saint-Martin de Blanquefort.
- Église Saint-Joseph de Caychac.
- Château de Grattequina et Port.

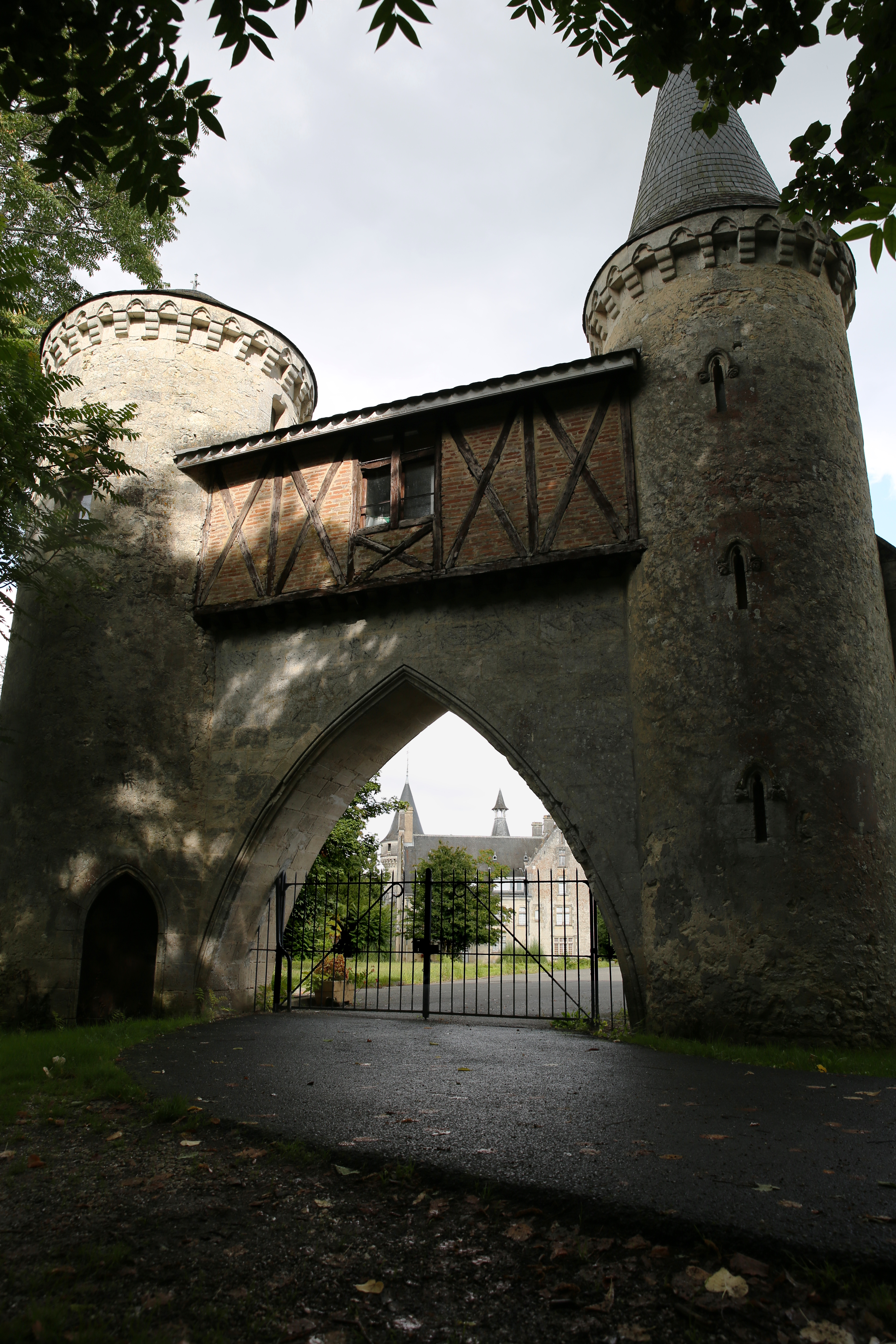
La Salle de Breillan.
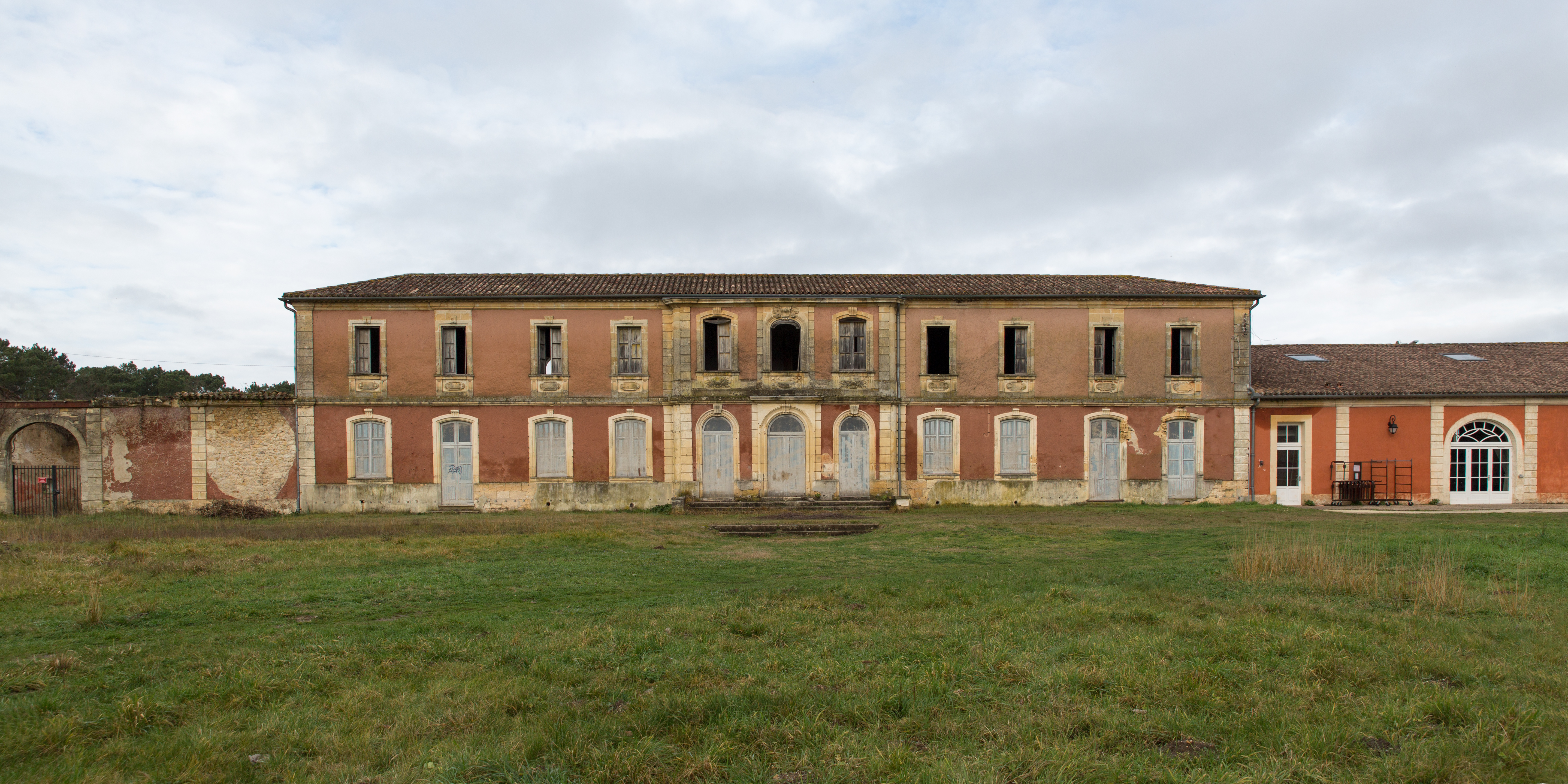
Le château de Tanaïs.
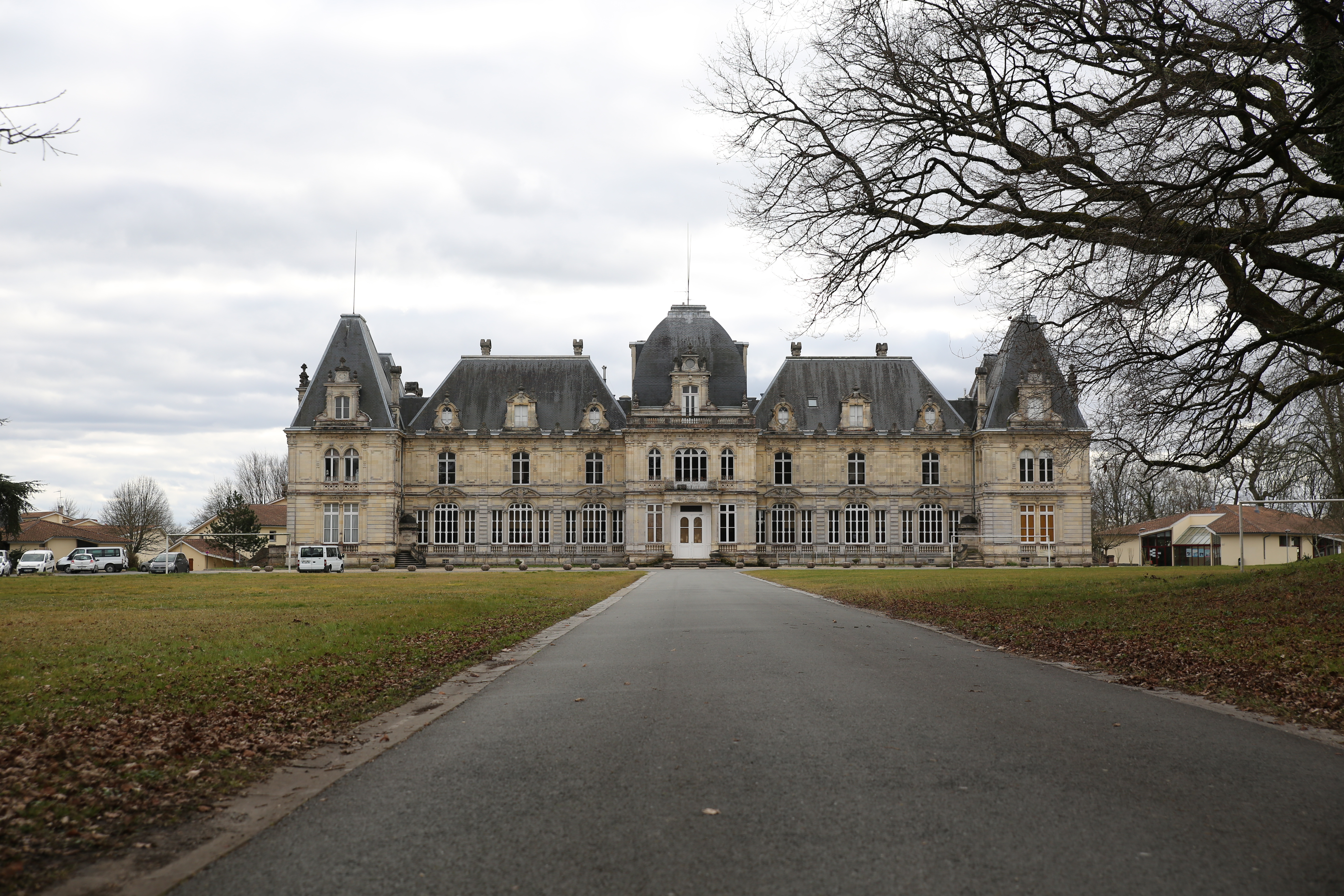
Le château Dulamon.
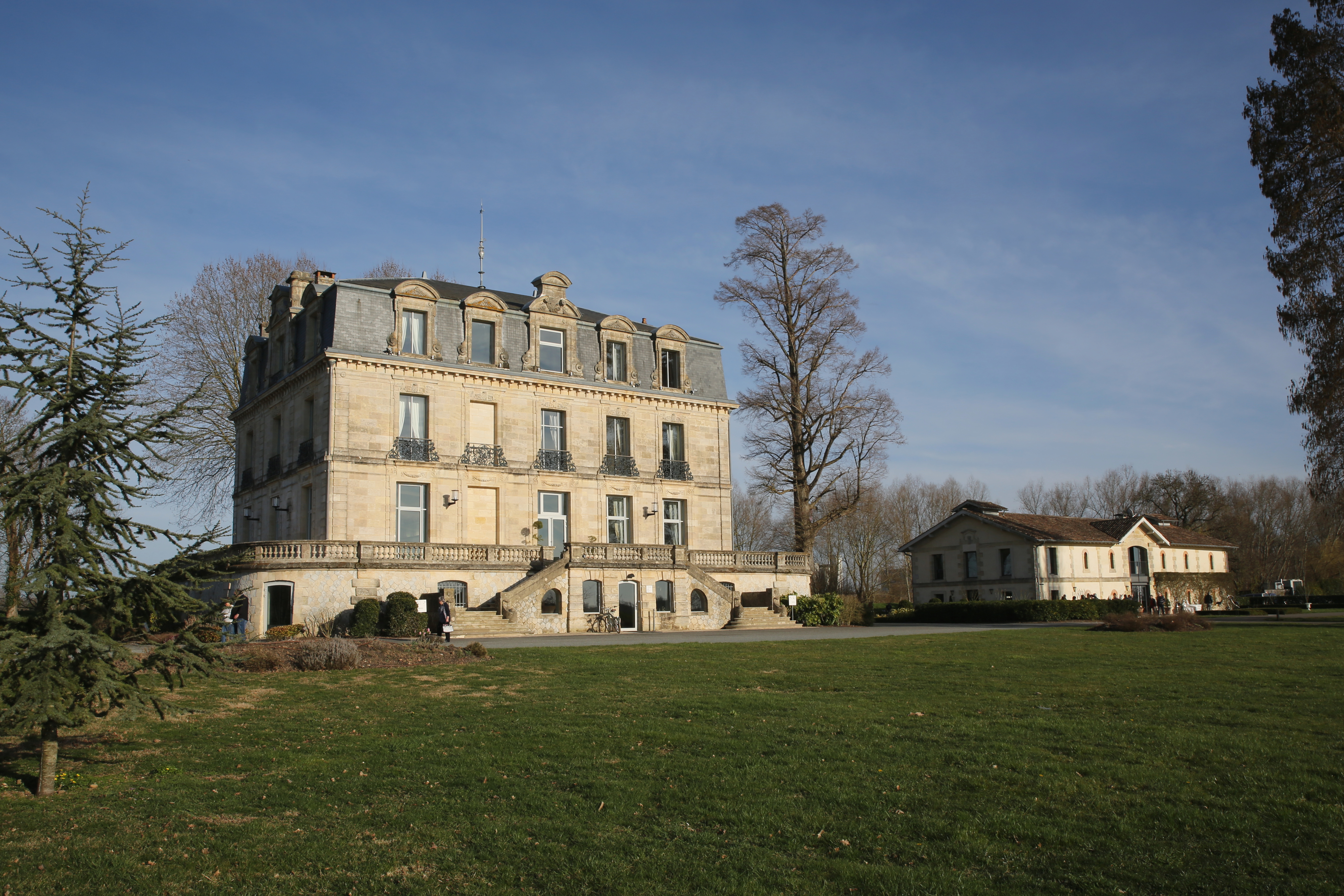
Le château de Grattequina.
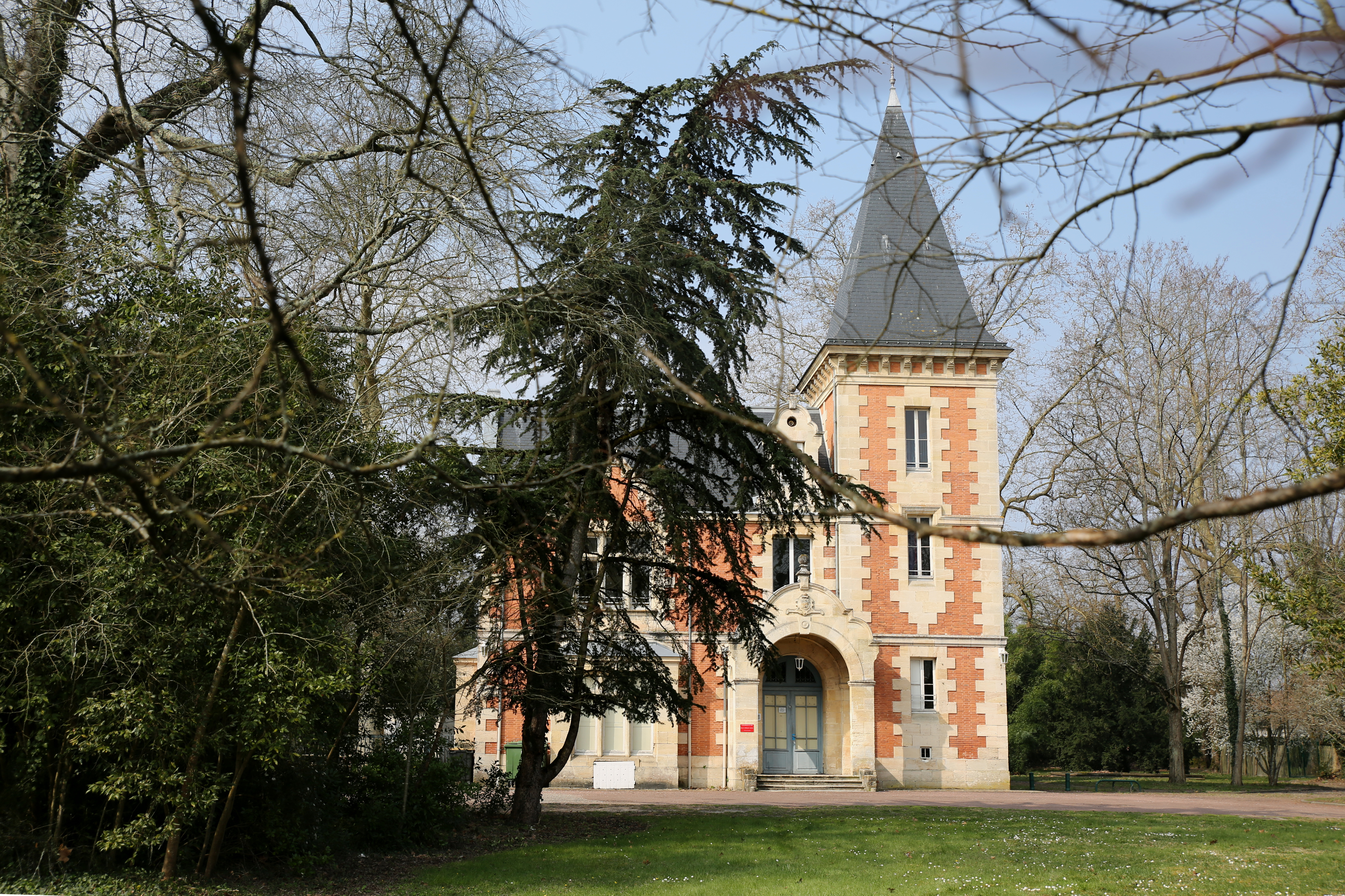
Castel Cholet à Caychac.
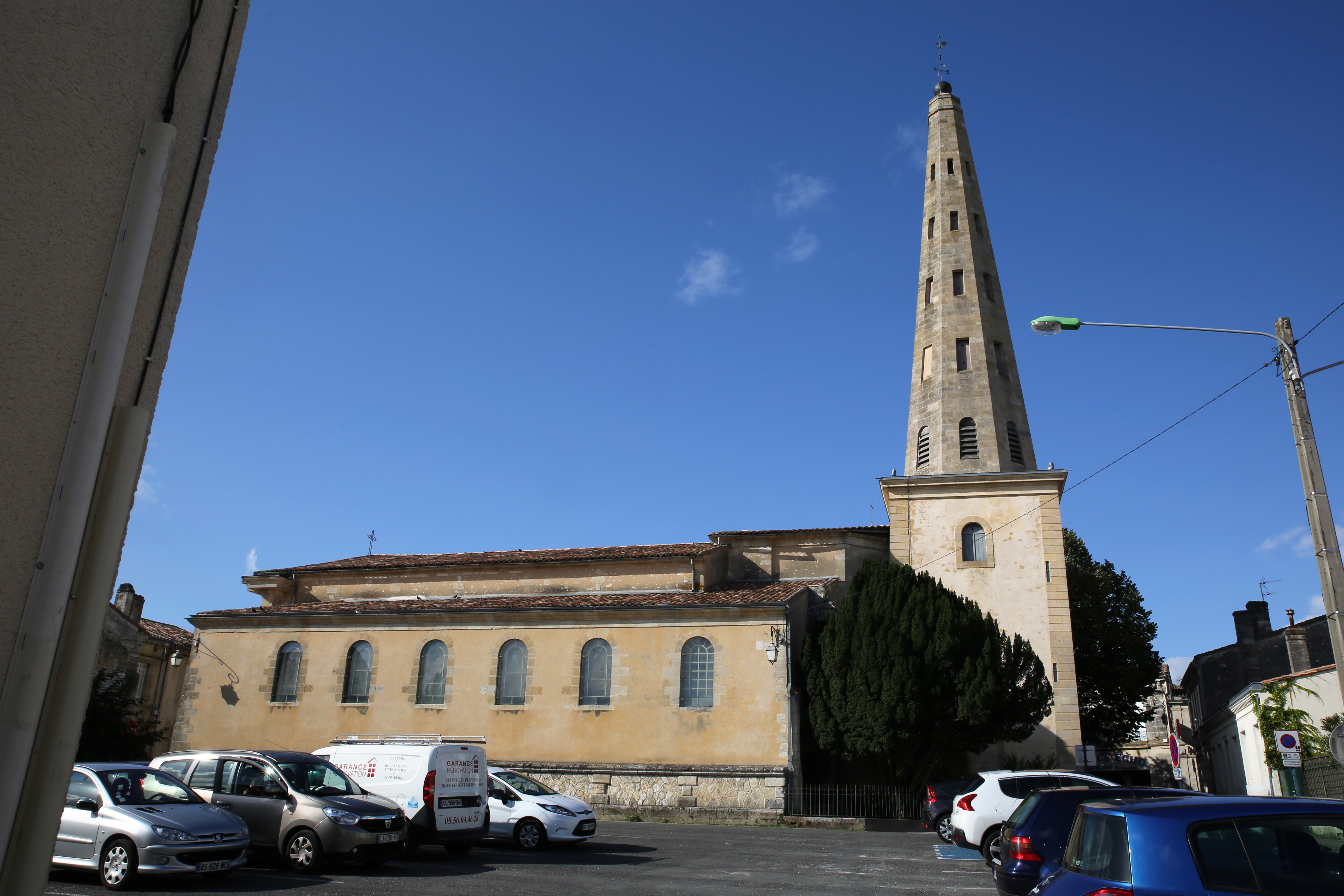
L'église Saint-Martin.
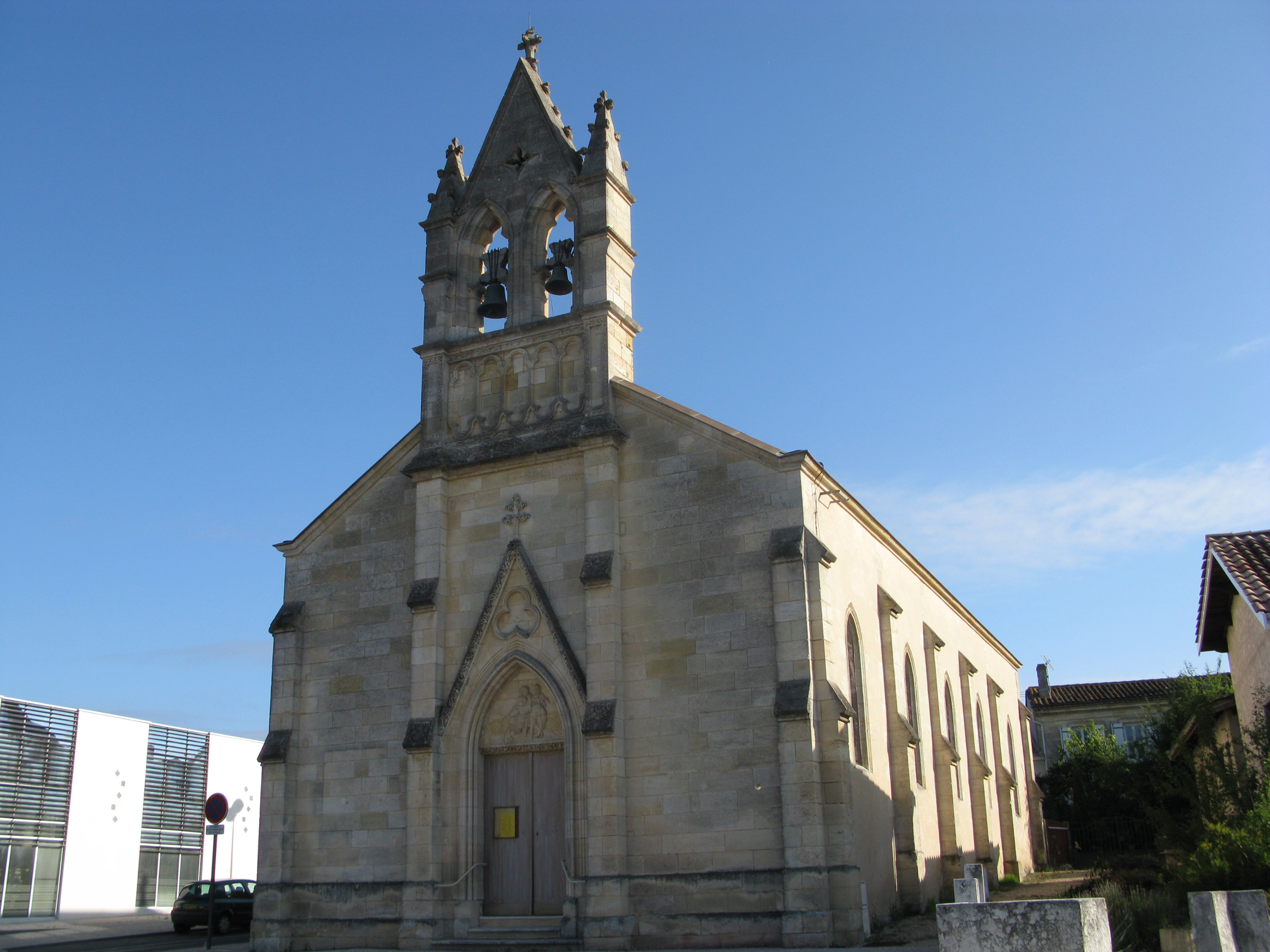
L'église de Caychac.
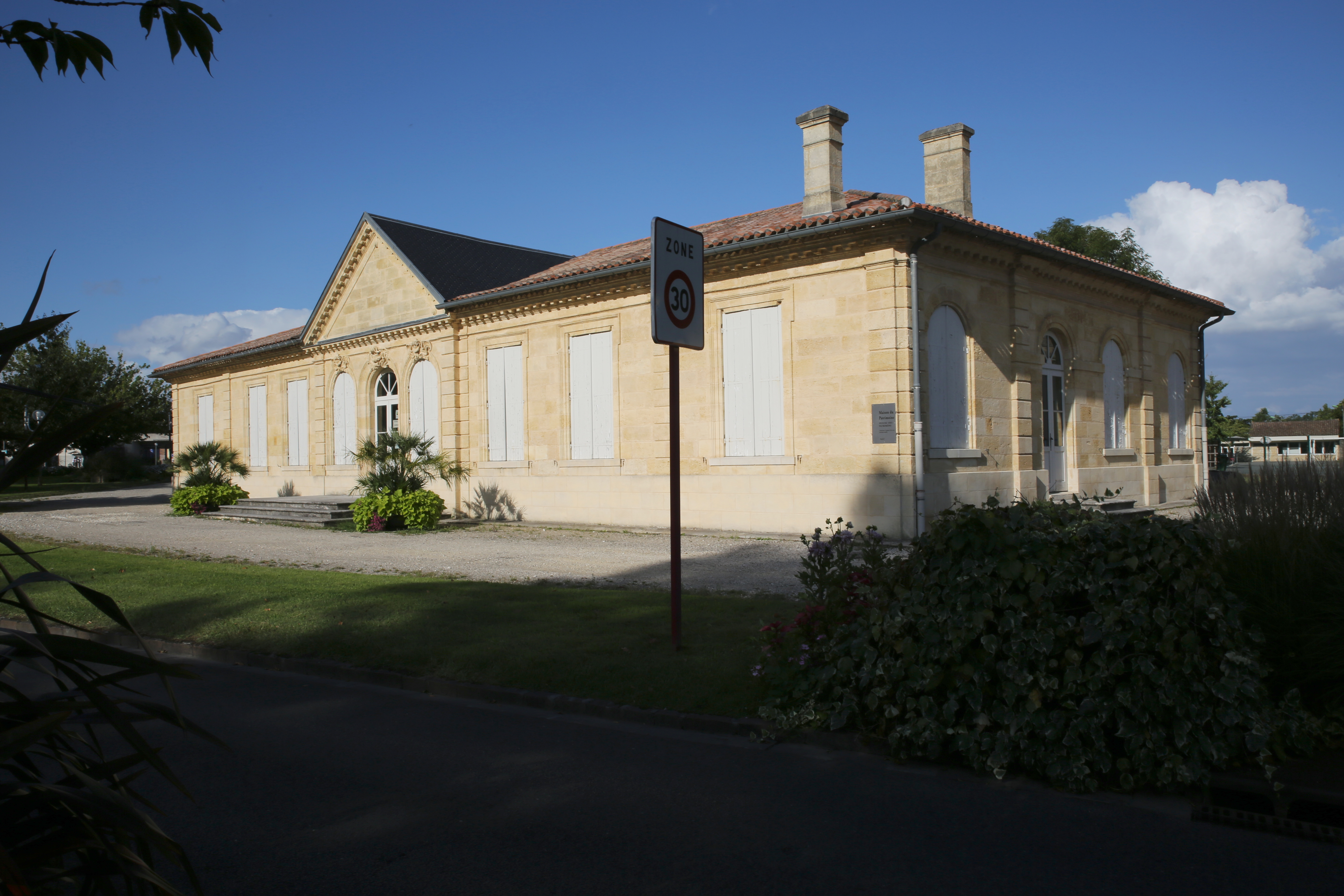
L'ancienne mairie.
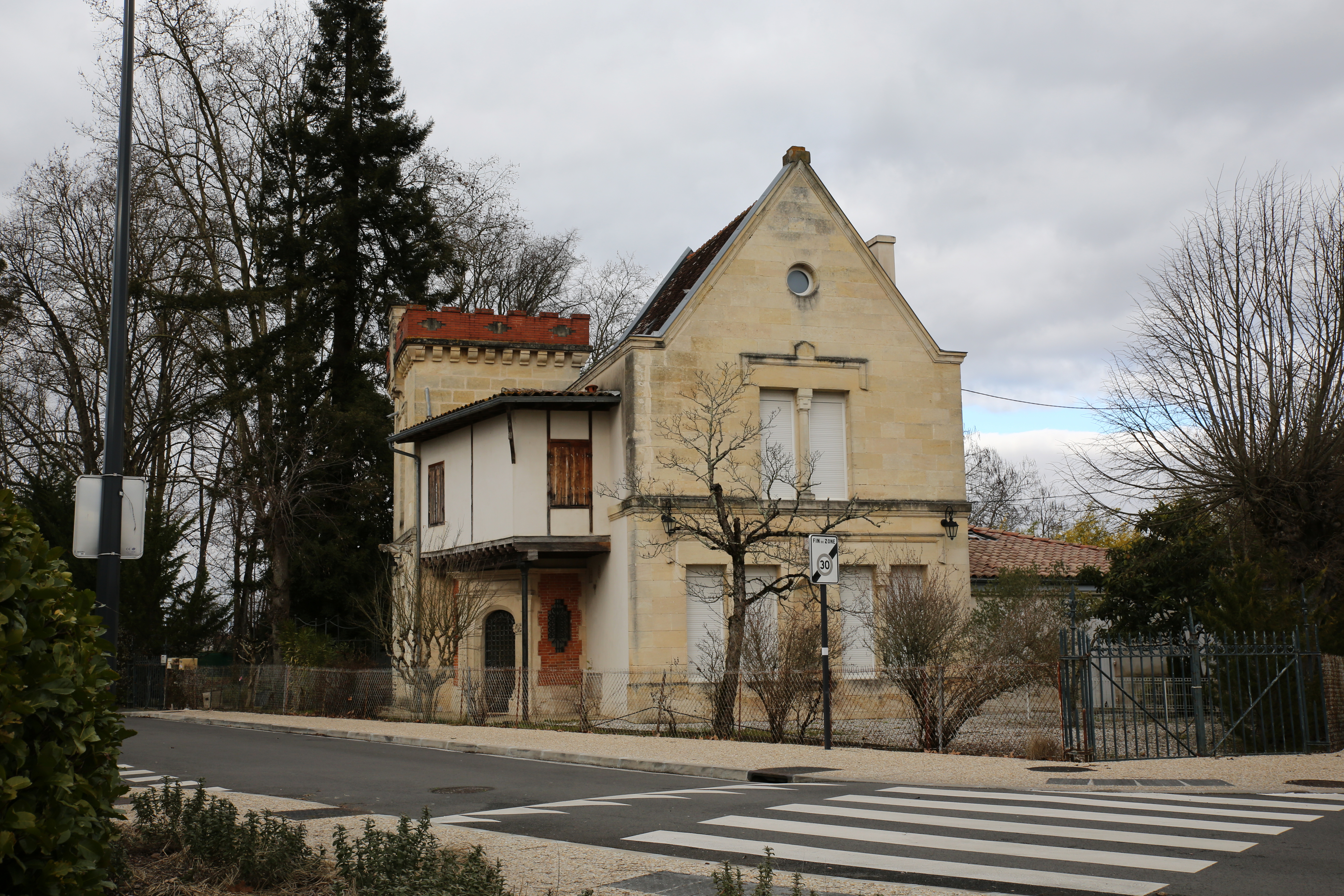
Le chalet Vauclair.

Au début des années 2010, Bordeaux Métropole commissionne la création d'une sculpture à la station de tramway Blanquefort. Réalisée par les artistes Cécile Beau et Nicolas Montgermont, Traversée est inaugurée en 2017. Elle se trouve composée par un rail qui serpente au sol avant de s’élever en une courbe sur une quinzaine de mètres et de repartir dans le sol. L’œuvre a demandé sept ans de travail et nécessité l’intervention de nombreux corps de métiers : bureau d’études, travail du métal, pose du rail, génie civil… Faisant écho à la pratique amérindienne d’écoute des rails du chemin de fer, elle permet à chaque arrivée ou départ de tramway d’en écouter et ressentir les vibrations changeantes.

### Personnalités liées à la commune
- La Salle de Breillan a été habitée par la famille Eyquem, des cousins de Michel de Montaigne.
- Au début du XIXe siècle, le baron Portal (politicien, sous Napoléon) a séjourné à Blanquefort dans son domaine de Breillan.
- Édouard de Woodstock, prince de Galles, fils aîné du roi d’Angleterre Edouard III (nommé le Prince Noir) serait passé à Blanquefort.
- Daniel Christophe Meyer consul de la république de Hambourg à Bordeaux possédait le domaine de Fongravey sur lequel il fit édifier une belle demeure.
- Friedrich Hölderlin poète allemand romantique, extrêmement connu dans son pays, enseigna aux enfants du consul Daniel Christophe Meyer à Fongravey.
- Le président au Parlement Jean-Baptiste Mercier Dupaty possédait à la veille de la révolution le château et domaine du Dehez où est né un de ses fils Emmanuel poète et auteur dramatique (1775-1781) membre de l'Académie française.
- Élysée Aviragnet, né le 30 juillet 1828 à Port-Louis (Île Maurice) et mort en 1908 à Lewisburg (Pennsylvanie), où il a été directeur de la Bucknell School of Music. Avec sa famille, il a été propriétaire du château du Grand Clapeau à Blanquefort (village de Caychac).
- Édouard Otlet, entrepreneur belge y est décédé en 1907
- Philippe Poutou, ex-ouvrier à l'usine Ford de la ville, candidat du NPA à l'élection présidentielle de 2012, de 2017 puis de 2022. Il est aujourd'hui conseiller municipal d'opposition à Bordeaux et conseiller métropolitain d'opposition dans l'hémicycle de Bordeaux Métropole.
- Vincent Feltesse, ex-homme politique français et ancien conseiller de François Hollande, a été maire de Blanquefort de 2001 à 2012 puis président de la CUB (maintenant Bordeaux Métropole) de 2007 à 2014 et enfin candidat à la mairie de Bordeaux en 2020 avant de renoncer en décembre 2019[52] puis de se retirer de la vie politique en février 2020[53].
- Mathieu Valbuena, footballeur professionnel ayant joué avec l'équipe de France, il est sélectionné pour disputer la Coupe du monde 2010, l'Euro 2012 et la Coupe du monde 2014.
- Benjamin Millepied, danseur et chorégraphe français de danse contemporaine, mari de Natalie Portman

### Héraldique
| Blason de Blanquefort (Gironde) | Blason  | D'azur à l'enceinte fortifiée de quatre tours d'argent, ouverte de sable, en perspective fuyante, sommée d'un donjon de six grosses tours aussi d'argent, le tout ajouré et maçonné aussi de sable, sur une mer d'azur ondée d'argent, semée de touffes de roseaux de sable, le dit donjon accosté de deux fleurs de lys d'or, au chef cousu de gueules chargé d'un léopard aussi d'or armé et lampassé du champ. |
| Blason de Blanquefort (Gironde) | Détails | Le statut officiel du blason reste à déterminer. |

## Pour approfondir